# Liste griechischer Phrasen/Epsilon

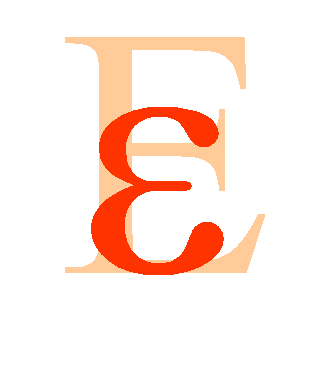
Epsilon

## Ἐὰν ταῖς γλώσσαις τῶν ἀνθρώπων λαλῶ …

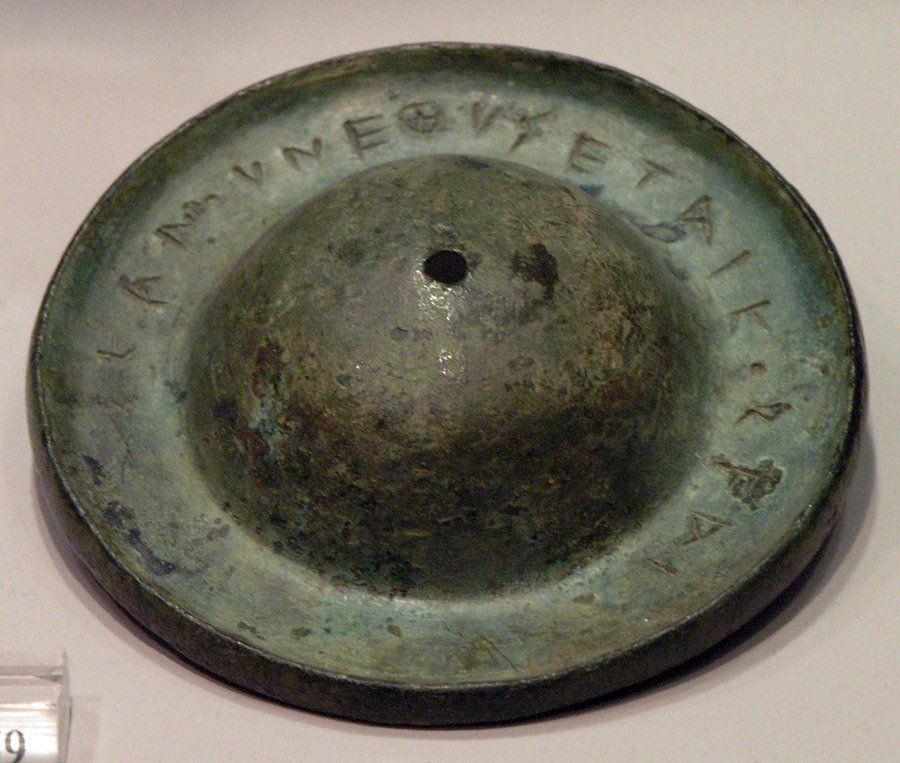
Altgriechische Zimbel

Ἐὰν ταῖς γλώσσαις τῶν ἀνθρώπων λαλῶ καὶ τῶν ἀγγέλων, ἀγάπην δὲ μὴ ἔχω, γέγονα χαλκὸς ἠχῶν ἢ κύμβαλον ἀλαλάζον.
Ean tais glōssais tōn anthrōpōn lalō kai tōn angelōn, agapē de mē echō, gegona chalkos ēchōn ē kymbalon alalazon.
„Wenn ich in Menschen- und Engelszungen spräche, hätte aber die Liebe nicht, wäre ich tönendes Erz oder eine klingende Schelle.“
Auf diese Stelle aus dem 1. Brief des Paulus an die Korinther (13,1 ) des Apostels Paulus geht das geflügelte Wort „mit Engelszungen reden“ in der Bedeutung „eindringlich auf jemanden einreden“ zurück.
Paulus spricht hier vermutlich auf das so genannte „Zungenreden“ an. Wie das Reden in Engelszungen ist, führt Paulus nicht weiter aus, aber in der Bibel sprechen Engel durchaus die menschliche Sprache. Aber diese Zungenrede ist nur Lärm, wenn sie ohne Liebe erfolgt. Erz (χαλκὸς chalkos) ist zunächst einmal nur das Material, aus dem das Instrument besteht, meist Kupfer oder eine Kupferlegierung. Die Zimbel (κύμβαλον kymbalon), eine Art Becken, klingt nicht wirklich schön, sondern erregt in erster Linie Aufmerksamkeit. Liebloses Reden weckt Aufmerksamkeit, ist aber hohl und dient am ehesten der Wichtigtuerei.

## Ἐὰν ὕδωρ πίνῃς, μὴ λέγε ἐκ πάσης ἀφορμῆς, ὅτι ὕδωρ πίνεις.
Ἐὰν ὕδωρ πίνῃς, μὴ λέγε ἐκ πάσης ἀφορμῆς, ὅτι ὕδωρ πίνεις.
Ean hydōr pinēs, mē lege ek pasēs aphormēs, hoti hydōr pineis.
„Wenn du Wasser trinkst, sage nicht aus jedem Anlass, dass du Wasser trinkst.“
Mahnung im Handbüchlein der Moral des Philosophen Epiktet an selbstgerechte Abstinenzler:

„Wenn du an eine einfache Lebensart gewöhnt bist, so sei nicht stolz darauf. Trinkst du nur Wasser, so sage nicht bei jedem Anlass: Ich trinke Wasser, sondern bedenke, wie viel kümmerlicher die Armen leben und wie viel sie ertragen; und willst du dich einmal in Arbeit und Ausdauer üben, so tue es für dich und nicht vor den Leuten. Umklammere nicht die Bildsäulen, sondern wenn dich heftig dürstet, so nimm den Mund voll kaltes Wasser, speie es wieder aus und – sage es niemand.“

## Ἐγγύα, πάρα δ’ ἄτα.
Ἐγγύα, πάρα δ’ ἄτα.
Engya, para d’ ata.
„Bürgschaft bringt Unheil.“
Diktum des Thales, eines der Sieben Weisen von Griechenland. Der Spruch ist, wie Kleomenes in seiner Schrift über Hesiod sagt, von Homer vorweg genommen mit einem Vers aus der Odyssee (8, 351):
„Bürgschaft für einen Schlechten ist schlecht als Bürgschaft zu nehmen.“
„δειλαί τοι δειλῶν γε καὶ ἐγγύαι ἐγγυάασθαι.“
Lateinisch heißt dieser Satz: „Sponde, noxa sed praesto tibi.“
Der Altphilologe Bruno Snell stellt fest, dass dieser und die meisten anderen delphischen Sprüche zeitbedingt sind:

„Die Warnung vor der Bürgschaft setzt die Zustände der beginnenden Geldwirtschaft voraus; die Wichtigkeit der Übung galt einer Zeit besonders hoch, in der man den eigenen Kräften zu trauen begann und nicht mehr die große Leistung dem Wirken der Gottheit zusprach; die Verachtung der Vielen wird offen ausgesprochen, als noch die aristokratische Ordnung herrscht, sich aber Einzelne schon entschlossen als individuelle Persönlichkeiten hervorheben.“

In der Schule des Aristoteles betrachtete man diesen Satz als Aussage des Chilon von Sparta und erzählte, dass Chilon bei seiner Ankunft in Delphi als Spende seines Verstandes für den Gott auf eine Säule diese drei Sätze geschrieben habe:
1. „Erkenne dich selbst!“ – «Γνῶθι σεαυτόν.»
2. „Nichts zu sehr!“ – «Μηδὲν ἄγαν.»
3. „Bürgschaft bringt Unheil.“ – «Ἐγγύα, πάρα δ’ ἄτα.»

Siehe auch das Herodot-Zitat Ἀναγκαίην φασὶ εἶναι τὸν ὀφείλοντα καί τι ψεῦδος λέγειν. („Wer Schulden hat, muss auch notwendig lügen.“)

## Ἐγγὺς μὲν ἡ σὴ περὶ πάντων λήθη, ἐγγὺς δὲ ἡ πάντων περὶ σοῦ λήθη.
Ἐγγὺς μὲν ἡ σὴ περὶ πάντων λήθη, ἐγγὺς δὲ ἡ πάντων περὶ σοῦ λήθη.
Engys men hē sē peri pantōn lēthē, engys de hē pantōn peri sou lēthē.
„Bald – und du hast alles vergessen. Bald – und alles hat dich vergessen.“
Zitat aus den Selbstbetrachtungen des römischen Kaisers Mark Aurel (VII, 21).
Lateinisch lautet dieser Satz:
„Instat tempus, quo tu omnium oblitus eris: instat, quo omnes tui obliti erunt.“
Mark Aurel will damit ausdrücken, dass ein Menschenleben im Ganzen gesehen nur einen winzigen Augenblick ausmacht und selbst die Hoffnung auf Nachruhm belanglos ist. Unser Name, unsere Taten werden bald wieder vergessen sein. Aber das Bewusstwerden dieser Tatsache ist ein großer Schritt zum Verständnis der Welt.

## Ἐγένετο δὲ ἐν ταῖς ἡμέραις ἐκείναις …

Pieter Bruegel der Ältere: Volkszählung zu Bethlehem

Ἐγένετο δὲ ἐν ταῖς ἡμέραις ἐκείναις ἐξῆλθε δόγμα παρὰ Καίσαρος Αὐγούστου ἀπογράφεσθαι πᾶσαν τὴν οἰκουμένην.
Egeneto de en tais hēmerais ekeinais exēlthe dogma para Kaisaros Augoustou apographesthai pasan tēn oikoumenēn.
„Es begab sich aber zu der Zeit, dass ein Gebot von dem Kaiser Augustus ausging, dass alle Welt geschätzt würde.“
Anfang der Weihnachtsgeschichte im Evangelium nach Lukas, die damit beginnt, dass Kaiser Augustus die erste Volkszählung der Geschichte durchführt und sich deswegen jede Familie in den Heimatort des Familienvaters begeben soll. Aus diesem Grund begibt sich Josef mit seiner hochschwangeren Verlobten Maria nach Bethlehem.
Ein Papyrusfund, den A. Deißmann in seinem Werk Licht von Osten publizierte, scheint zu belegen, dass Volkszählungen durchgeführt wurden:

„Gaius Vibius Maximus, Statthalter von Ägypten, sagt: Bei der bevorstehenden häuslichen Einschreibung (Haushaltungsschätzung) ist es nötig allen aus irgendeinem Grunde von ihren Wohnplätzen fern weilenden (Personen) kundzutun, daß sie in ihre Heimstätten zurückkehren (müssen), damit sie sowohl die übliche Einrichtung der Schätzung erfüllen als auch der ihnen zukommenden Landwirtschaft obliegen (können).“

Albert Schweitzer schreibt zu dieser Volkszählung:

„Von einer solchen Schätzung wissen wir also nichts. Ja noch mehr: zur Zeit der Geburt Jesu konnte der römische Kaiser in Israel gar keine Schätzung vornehmen lassen, denn das Land gehörte damals seinem Freund, dem König Herodes. Die römischen Beamten hatten nichts drin zu sagen und auch keine Volkszählung vorzunehmen, ebenso wenig wie der deutsche Kaiser dies in der Schweiz anordnen könnte.“

## ἐγκύκλιος παιδεία
ἐγκύκλιος παιδεία
enkyklios paideia
„umfassende Bildung“

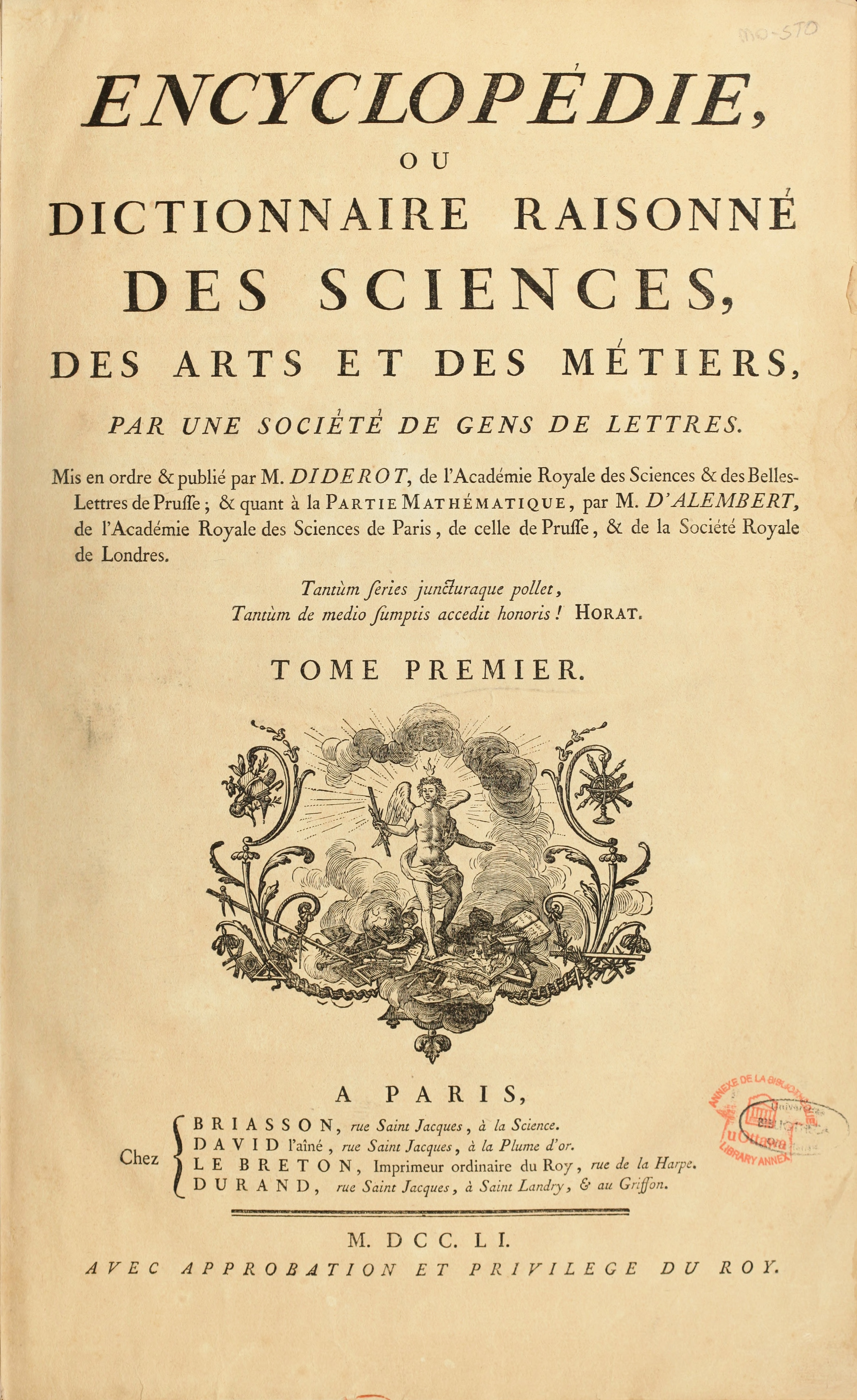
Titelseite der „Encyclopédie“ von d’Alembert und Diderot, 1772

Das Wort Enzyklopädie (gebildet aus enkyklios „kreisförmig“ und paideia „Bildung“) beschreibt ursprünglich universale Bildung oder die Propädeutik der Wissenschaft.
In die Spätantike gehört das Bildungssystem der Sieben freien Künste (lateinisch Septem Artes Liberales), ein Fächerkanon mit Grammatik, Rhetorik, Dialektik, Arithmetik, Geometrie, Astronomie und Musik. Sie konnten durch ein Philosophiestudium als Krönung der Ausbildung ergänzt werden.
Erst in der Neuzeit entsteht mit dem Werk der französischen Enzyklopädisten d’Alembert und Diderot der Begriff einer Allgemeinwissenschaft und die Darstellung der Totalität des Wissens.
Aufgrund der Methode der französischen Enzyklopädisten, das Wissen in der Form eines alphabetischen Nachschlagewerkes darzustellen, wurde der Begriff schon bald zur Abkürzung des Begriffs Enzyklopädisches Lexikon.

## Ἐγὼ ἄρξω τοῦ γένους.
Ἐγὼ ἄρξω τοῦ γένους.
Egō arxō tou genous.
„Ich werde der erste meines Geschlechts sein.“
Angebliche Antwort des Athener Feldherrn Iphikrates, als ihm jemand seine niedrige Herkunft vorhielt. Sein Vater war Gerber.

## Ἐγὼ μέν σε νῦν ἠρώτησα, σὺ δέ μοι ὡς ἐπὶ Ἀγαμέμνονος ἀποκρίνῃ.
Ἐγὼ μέν σε νῦν ἠρώτησα, σὺ δέ μοι ὡς ἐπὶ Ἀγαμέμνονος ἀποκρίνῃ.
Egō men se nyn erōtesa, sy de moi hōs epi Agamemnonos apokrinē.
„Ich habe dich jetzt gefragt, du aber antwortest mir wie zu Agamemnons Zeiten.“
Bemerkung des Philosophen Demonax zu einem Kollegen, der ihm in antikisierendem Attisch antwortete. Der so genannte Attizismus war eine literarische Mode, deren sich intellektuelle Snobs bedienten, indem sie eine übertrieben antik wirkende Sprache verwendeten.
Die Zeit des Demonax (2. Jahrhundert n. Chr.) war von der Zeit des Ilias-Helden Agamemnon immerhin schon ein Jahrtausend entfernt.
Das Attische des 5. Jahrhunderts v. Chr. gilt als klassische Form des Griechischen. Auf Attisch wurden die wichtigsten Schriften der klassischen Periode verfasst, unter anderem die Werke der Philosophen Platon und Aristoteles, der Geschichtsschreiber Xenophon und Thukydides sowie der Dramatiker Aischylos, Sophokles und Aristophanes.
Das antike Vorbild wurde die Norm der griechischen Hochsprache. Bis in die zweite Hälfte des 20. Jahrhunderts wurde eine ans Attische angelehnte Form des Neugriechischen (Katharevousa) als Staatssprache an Schulen gelehrt.

## Εθνικός Διχασμός
Εθνικός Διχασμός
Ethnikos Dichasmos
„Nationale Spaltung“
Der Εθνικός Διχασμός war ein Zerwürfnis zwischen König Konstantin I. und seinem Premierminister Eleftherios Venizelos über die Frage, ob Griechenland auf der Seite der Alliierten in den Ersten Weltkrieg eingreifen sollten. Die zwei Männer arbeiteten anfangs eng zusammen, aber ihre grundsätzlich verschiedene Auffassungen in außenpolitischen Fragen führte zu einer Konfrontation, die das politische Leben über mehrere Jahrzehnte prägte.
Aufgrund seiner deutschfreundlichen Haltung (er entstammte einem deutschen Adelsgeschlecht und war mit der preußischen Prinzessin Sophie verheiratet) wollte der König sein Land nicht in den Krieg hineinziehen lassen, während Venizelos, der sich zur Seemacht Großbritannien orientierte, dies befürwortete. Im Jahr 1915 entließ der König den Premierminister zweimal, löste das Parlament auf und übernahm selbst die Regierung, während Venizelos in Nordgriechenland eine Gegenregierung installierte und schließlich Konstantin 1917 zum Abdanken zwang.

## Εἶ.
Εἶ.
Ei. [eʲ]
„Du bist.“
Nach der Überlieferung Charmides sowie Plutarchs war dies die „dritte apollonische Weisheit“ in Delphi neben:
- „Erkenne dich selbst!“ Siehe Γνῶθι σεαυτόν.
und
- „Nichts im Übermaß!“ Siehe Μηδὲν ἄγαν.

Inwieweit es das Portal zierte, ist ungewiss. Nach Plutarch war sie vermutlich eine gesprochene Antwort der Besucher des Tempels auf die Inschriften.
„Gnôthi seautón“ war anfänglich möglicherweise das Begrüßungswort des Apollon an die Besucher. Hier schreibt der Geschichtsschreiber Plutarch:

„Beim Eintreten spricht der Gott sozusagen jeden von uns mit seinem ‚Erkenne dich selbst‘ an, was zumindest so gut ist wie ‚Heil!‘“

Als Antwort darauf erwiderte der Besucher dem Gott „Du bist“.
Plutarch schreibt weiter:

„Wir antworten dem Gott mit ‚eî‘, indem wir ihm die Designation übertragen, die wahr ist und in sich keine Lüge birgt und zu ihm allein gehört und zu keinem anderen, nämlich die des Seins […]“

## Εἰ καὶ λύκου ἐμνήσθῃς.
Εἰ καὶ λύκου ἐμνήσθῃς.
Ei kai lykou emnēsthes.
„Wenn du vom Wolf sprichst.“
Sprichwort, das wohl auf den verbreiteten Aberglauben zurückgeht, man locke den Wolf (oder auch den Teufel) herbei, wenn man von ihm spreche. Im Deutschen drückt man damit sein Erstaunen über das unerwartete Erscheinen dessen aus, von dem man gerade spricht. Oft ausgedrückt als
„Wenn man den Esel nennt, kommt er g'rennt.“
Oder:
„Wenn man vom Teufel spricht.“
In dem Theaterstück Adelphi („Brüder“) des römischen Dichters Terenz sprechen der Sklave Syrus und der junge Ctesipho gerade von dem alten Demea, als Syrus plötzlich ihr Gespräch unterbricht.
- Lateinisch: Lupus in fabula. („Der Wolf in der Geschichte.“)
- Neugriechisch: Κατά φωνή κι ο γάιδαρος. („Beim Klang der Stimme erscheint auch der Esel.“)

## Εἰ μὴ Ἀλέξανδρος ἤμην, Διογένης ἂν ἤμην.

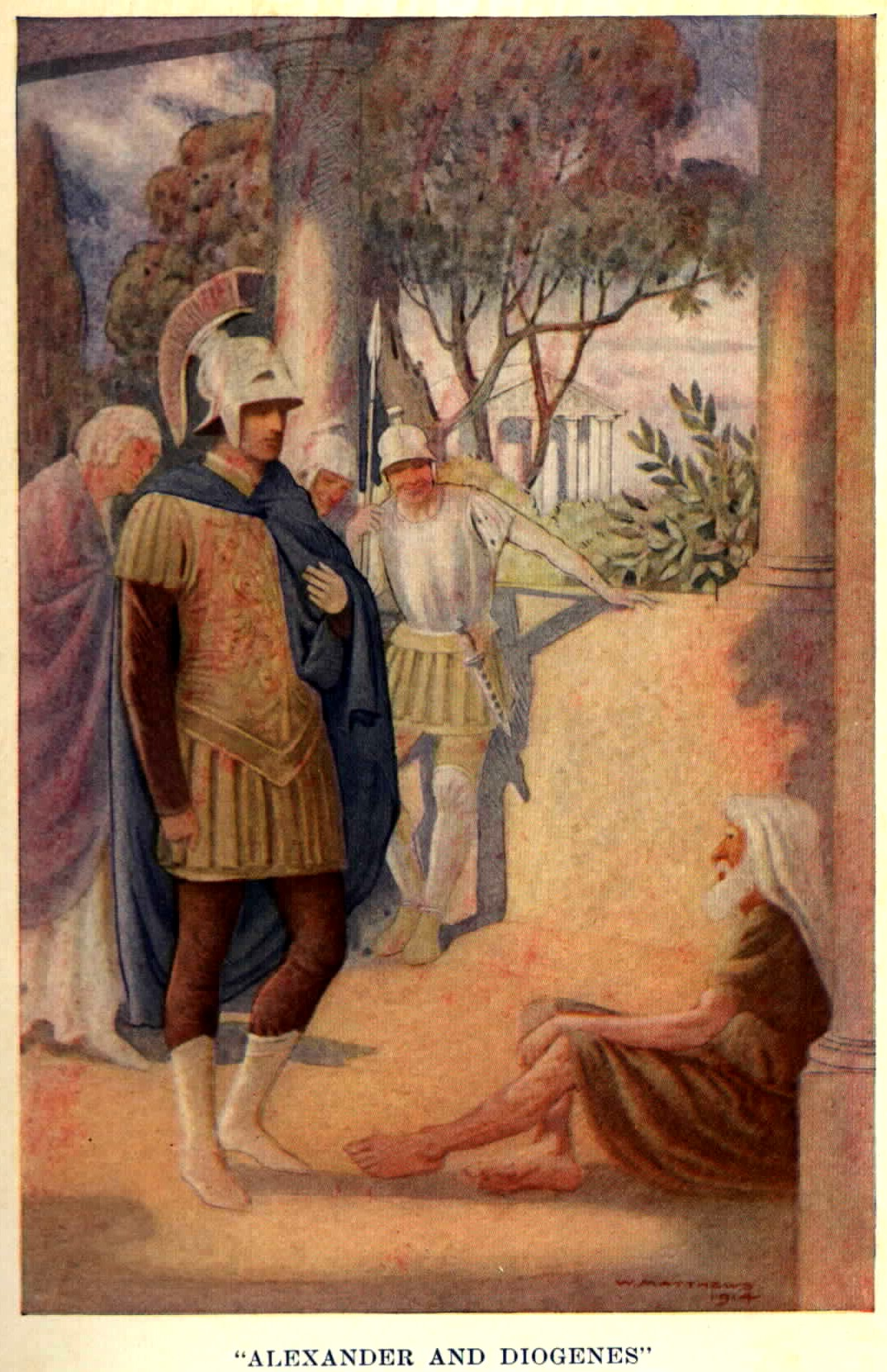
Alexander: Εἰ μὴ Ἀλέξανδρος ἤμην, Διογένης ἂν ἤμην. – „Wäre ich nicht Alexander, wollte ich Diogenes sein.“
(von W. Matthews)

Εἰ μὴ Ἀλέξανδρος ἤμην, Διογένης ἂν ἤμην.
Ei mē Alexandros ēmēn, Diogenēs an ēmēn.
„Wäre ich nicht Alexander, wollte ich Diogenes sein.“
Reaktion des Alexander, nachdem ihm Diogenes auf seine Frage, was er für ihn tun könne, geantwortet hatte:  – „Geh mir ein bisschen aus der Sonne.“
So berichtet es zumindest der Historiker Plutarch in seiner Alexander-Biografie Leben des Alexander (14).
In einer modernen Version soll Diogenes darauf bestürzt gesagt haben:

„Was, das war Alexander! Wenn ich das gewusst hätte …“

Was ist nun vom Wahrheitsgehalt dieser Anekdote zu halten? Auf der Website der Universität Göttingen heißt es:

„Es ist unwahrscheinlich, dass König und Philosoph einander je begegnet sind. Die Anekdote charakterisiert jedoch treffend den Unterschied zwischen dem König im vollen Bewusstsein seiner Macht und dem Philosophen, der dafür nur leise Verachtung übrig hatte.“

## Εἰ στρατεύσεις ἐπὶ τοὺς Πέρσας, μεγάλην ἀρχὴν καταλύσεις.

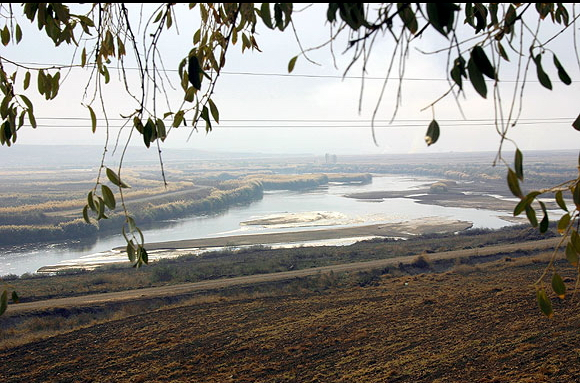
Der Fluss Halys heute (türkisch: Kızılırmak)

Εἰ στρατεύσεις ἐπὶ τοὺς Πέρσας, μεγάλην ἀρχὴν καταλύσεις.
Ei strateuseis epi tous Persas, megalēn archēn katalyseis.
„Wenn du gegen die Perser in den Krieg ziehst, wirst du ein großes Reich vernichten.“
Zweideutige Weissagung des Orakels von Delphi für König Krösus.
Bei Aristoteles lautet die Formulierung:

«Κροῖσος Ἅλυν διαβὰς μεγάλην ἀρχὴν καταλύσει.»

„Kroisos Halyn diabas megalēn archēn katalysei.“

„Wenn Kroisos den Halys überschreitet, wird er ein großes Reich zerstören.“

Der bekannte doppelsinnige Ausspruch des Orakels von Delphi gegenüber dem lydischen König Krösus, er werde beim Überschreiten des Halys „ein großes Reich zerstören“, bezieht sich auf die Funktion des Flusses als Landesgrenze zwischen den Lydern und den Persern, die den Medern folgten: Krösus zerstörte sein eigenes Reich, als er gegen Kyros II. zu Felde zog.

## Εἴ τις οὐ θέλει ἐργάζεσθαι, μηδὲ ἐσθιέτω.
Εἴ τις οὐ θέλει ἐργάζεσθαι, μηδὲ ἐσθιέτω.
Ei tis ou thelei ergazesthai, mēde esthietō.
„Wer nicht arbeiten will, soll auch nicht essen.“
Forderung aus dem 2. Brief des Paulus an die Thessalonicher:

«καὶ γὰρ ὅτε ἦμεν πρὸς ὑμᾶς, τοῦτο παρηγγέλλομεν ὑμῖν, ὅτι εἴ τις οὐ θέλει ἐργάζεσθαι μηδὲ ἐσθιέτω.»

„Denn als wir bei euch waren, haben wir euch geboten: Wer nicht arbeiten will, soll auch nicht essen.“

Dieser Satz wird heute immer noch zitiert, wobei meistens gar nicht bewusst ist, dass er aus der Bibel stammt.
Im Mai 2005 antwortete Franz Müntefering, zu dieser Zeit deutscher Bundesminister für Arbeit und Soziales, auf die Kritik seines SPD-Fraktionskollegen Ottmar Schreiner an Hartz IV mit dem Satz: „Nur, wer arbeitet, soll auch essen.“ In einem Interview mit dem ZDF sagte Müntefering zwei Monate später:

„Es gab einen ganz alten Spruch in der Sozialdemokratie: ‚Wer nicht arbeitet, soll auch nicht essen.‘ Das traut man sich heute gar nicht mehr zu sagen. Aber das war sozialdemokratisches Denken. Die haben gewusst: Jeder muss sich anstrengen, jeder muss seinen Teil dazu beitragen.“

## Είμαστε δυό είμαστε τρείς …
Είμαστε δυό είμαστε τρείς …
Ímaste dyó, ímaste trís …
„Wir sind zwei, wir sind drei …“
Dies ist der vorletzte Vers des Liedes Είμαστε δυό Wir sind zwei von Mikis Theodorakis, der zum Slogan der griechischen Linken wurde. Die letzten drei Verse lauten:
Ο εκδικητής ο λυτρωτής

είμαστε δυό είμαστε τρείς

είμαστε χίλιοι δεκατρείς.
Der Rächer, Erlöser

Zwei sind wir, sind drei

wir sind tausendunddreizehn.
In dem Liedtext wird von schlagenden Wächtern gesprochen und der Hoffnung, diesem Schicksal zu entgehen.

## Εἰρήνη ὑμῖν.
Εἰρήνη ὑμῖν.
Eirēnē hymin.
„Der Friede sei mit euch.“
Mit diesen Worten grüßte im Evangelium nach Lukas der auferstandene Jesus seine Jünger.

«36 Ταῦτα δὲ αὐτῶν λαλούντων αὐτὸς ἔστη ἐν μέσῳ αὐτῶν καὶ λέγει αὐτοῖς· εἰρήνη ὑμῖν. 37 πτοηθέντες δὲ καὶ ἔμφοβοι γενόμενοι ἐδόκουν πνεῦμα θεωρεῖν.»

„36 Während sie noch darüber redeten, trat er selbst in ihre Mitte und sagte zu ihnen: Friede sei mit euch! 37 Sie erschraken und hatten große Angst, denn sie meinten, einen Geist zu sehen.“

Um ihnen zu beweisen, dass er kein Geist sei, ließ Jesus seine Jünger seine Hände und Füße betasten und bat um etwas zu essen. Dann führte Jesus sie bis nach Bethanien und fuhr auf zum Himmel.
Die lateinische Version „Pax vobiscum“ wird in der Liturgie der katholischen Kirche von der Gemeinde mit „Et cum spiritu tuo“ („Und mit deinem Geiste“) beantwortet.

## Εἷς κοίρανος ἔστω, εἷς βασιλεύς.
Εἷς κοίρανος ἔστω, εἷς βασιλεύς.
Heis koiranos estō, heis basileus.
„Einer sei Herrscher, einer König.“
Oft zitierte Stelle aus der Ilias. In der Übersetzung von Johann Heinrich Voß heißt es in der Volksversammlung der Griechen vor Troja, in der über eine vorzeitige Abreise beraten wird:
Niemals frommt Vielherrschaft im Volk; nur einer sei Herrscher,

Einer König allein, dem der Sohn des verborgenen Kronos

Scepter gab und Gesetze, daß ihm die Obergewalt sei.
Dies sind die Worte, mit denen Odysseus die Soldaten überredete, wieder von den abfahrtsbereiten Schiffen auf den Versammlungsplatz zurückzukehren. In Gustav Schwabs Sagen des klassischen Altertums klingt das so:

„Wir Griechen können doch nicht alle Könige sein! Vielherrschaft ist nichts nütze, nur einem hat Zeus den Szepter verliehen, und diesem sollen die anderen gehorchen!“

Es war allein der hässliche und schmähsüchtigen Demagoge Thersites, der gegen Agamemnon lästerte:

„‚Was hast du zu klagen, Atride‘, schrie er, ‚wessen bedarfst du denn? Ist nicht dein Zelt voll von edlem Erz und voll von Weibern? Du lassest es dir wohl sein, und wir sollen uns von dir in allen Jammer hineinführen lassen? Viel besser tun wir, auf den Schiffen heimzusegeln, und diesen hier allein vor Troia sich mit Ehrengeschenken mästen zu lassen!‘“

Da nahm Odysseus sein Szepter und schlug ihn damit. Thersites lief tobend vor Schmerz davon, von den schadenfrohen Soldaten verlacht.

## Εἷς μοι μύριοι, ἐὰν ἄριστος ᾖ.
Εἷς μοι μύριοι, ἐὰν ἄριστος ᾖ.
Heis moi myrioi, ean aristos ē.
„Einer bedeutet mir so viel wie zehntausend, wenn er der Beste ist.“
Dieser Ausspruch ist Ausdruck von Heraklits aristokratischer und antidemokratischer Gesinnung. Er tadelte die Bewohner seiner Heimatstadt Ephesos, die seinen Freund, den prominenten Lokalpolitiker Hermodoros, verbannt hatten:

„Recht täten die Ephesier, sich Mann für Mann aufzuhängen allesamt […], sie, die Hermodoros, ihren wertvollsten Mann, hinausgeworfen haben mit den Worten: ‚Von uns soll keiner der wertvollste sein oder, wenn schon, dann anderswo und bei andern.‘“

## εἰς τὰς ἑλληνικὰς καλένδας ἐξοφλεῖν
εἰς τὰς ἑλληνικὰς καλένδας ἐξοφλεῖν
eis tas hellēnikas kalendas exophlein
„an den griechischen Kalenden zahlen“
Scherzwort des römischen Kaisers Augustus, das so viel bedeutete wie am Sankt-Nimmerleins-Tag. Die Griechen hatten nämlich keine Kalenden, wie die Römer den ersten Tag des Monats nannten. Die Kalenden waren im alten Rom als Zahlungstermin gebräuchlich. Wurde also jemand auf Lateinisch mit der Bezahlung „ad Kalendas Graecas“ vertröstet, sollte er sein Geld nicht mehr erhalten.
Die Direktübersetzung der lateinischen Redensart ging auch in den Wortschatz moderner europäischer Völker ein:
- Neugriechisch: στις ελληνικές καλένδες stis ellinikes kalendes
- Französisch: aux calendes grecques
- Portugiesisch: às calendas gregas

## εἰς τὸ ὄνομα τοῦ πατρὸς καὶ τοῦ υἱοῦ καὶ τοῦ ἁγίου πνεύματος

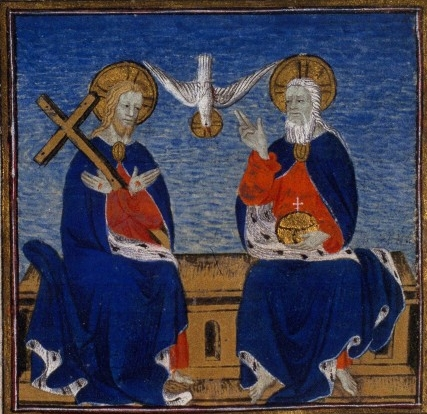
Dreifaltigkeit in einer französischen Bibel des 15. Jahrhunderts

εἰς τὸ ὄνομα τοῦ πατρὸς καὶ τοῦ υἱοῦ καὶ τοῦ ἁγίου πνεύματος
eis to onoma tou patros kai tou hyiou kai tou hagiou pneumatos
„im Namen des Vaters und des Sohnes und des Heiligen Geistes“
Nach dem Evangelium nach Matthäus sandte Jesus Christus seine Jünger mit den folgenden Worten aus:

„Und Jesus trat herzu und sprach zu ihnen: Mir ist gegeben alle Gewalt im Himmel und auf Erden. Darum gehet hin und machet zu Jüngern alle Völker: Taufet sie auf den Namen des Vaters und des Sohnes und des heiligen Geistes und lehret sie halten alles, was ich euch befohlen habe.“

In der katholischen Kirche wird diese Bibelstelle mit der Nennung der Heiligen Dreifaltigkeit zum Kreuzzeichen zitiert:
εἰς τὸ ὄνομα τοῦ πατρὸς

καὶ τοῦ υἱοῦ

καὶ τοῦ ἁγίου πνεύματος
In nomine Patris,

et Filii,

et Spiritus Sancti.
Im Namen des Vaters

und des Sohnes

und des Heiligen Geistes.

## εἷς τῶν δώδεκα
εἷς τῶν δώδεκα
heis tōn dōdeka
„einer der Zwölf“
Formel, mit der im Evangelium nach Matthäus der Verräter Judas Iskariot benannt wird. In den Evangelien der Bibel wird von einer Auswahl aus den Jüngern Jesu berichtet, die auch „die zwölf Apostel“ oder kurz „die Zwölf“ genannt werden. Diese Zahl hat aufgrund der jüdischen Tradition der zwölf Stämme Israels eine spezielle Bedeutung.
| Nr. | Bild | Matthäusevangelium                                                                               | Anmerkungen |
| --- | --- | ------------------------------------------------------------------------------------------------ | --- |
| 1   | Teilansicht des Gemäldes Die vier Apostel von Albrecht Dürer, Ausschnitt mit Simon Petrus                | Simon, genannt Petrus Σίμων ὁ λεγόμενος Πέτρος Simōn ho legomenos Petros                         | Petrus ist erster Bekenner, aber auch Verleugner Jesu Christi. Nach allen Evangelien lautete sein Name Simon. Paulus von Tarsus dagegen nannte ihn stets nur Kephas. Dieser Ausdruck ist eine Gräzisierung des aramäischen Wortes כיפא kefa, griechisch πέτρος petros, latinisiert Petrus. Es bedeutet in beiden Sprachen „Stein“. Diesen Beinamen soll Jesus persönlich Simon verliehen haben: „Σὺ εἶ Πέτρος, καὶ ἐπὶ ταύτῃ τῇ πέτρᾳ οἰκοδομήσω μου τὴν ἐκκλησίαν. – “„Du bist Petrus der Fels und auf diesem Felsen werde ich meine Kirche bauen.“ Er ist der erste männliche Augenzeuge des Auferstandenen sowie Sprecher der Apostel und Leiter der Jerusalemer Urgemeinde. Der Katholizismus führt den Primatsanspruch des römischen Bischofs und damit das Papsttum auf Petrus zurück. |
| 2   | Martyrium des Andreas, Gemälde eines unbekannten Künstlers                                               | Andreas, „dessen Bruder“ Ἀνδρέας ὁ ἀδελφὸς αὐτοῦ Andreas ho adelphos autou                       | Das Johannesevangelium berichtet, Andreas sei zuerst ein Jünger Johannes des Täufers gewesen, der ihn dann an Jesus wies, worauf er auch seinen Bruder Simon Petrus zu Jesus führte mit der Botschaft „Wir haben den Messias gefunden.“ Daher kommt sein traditioneller Beiname der Erstberufene. Seine Bedeutung für die orthodoxe Kirche ist vergleichbar mit der seines Bruders Petrus für die römisch-katholische Kirche. Der heutige Erzbischof von Konstantinopel gilt als 270. Nachfolger des Apostels Andreas. |
| 3   | Apostel Jakobus, Gemälde von Albrecht Dürer                                                              | Jakobus, (der Sohn) des Zebedäus Ἰάκωβος ὁ τοῦ Ζεβεδαίου Iakōbos ho tou Zebedaiou                | „Jakobus der Ältere“ gehört zusammen mit seinem Bruder Johannes neben Andreas und Simon Petrus zu den erstberufenen Jüngern. Jakobus und Johannes erhalten von Jesus wegen ihrer ungestümen Wesensart den Beinamen Donnerskinder. Jakobus ist zusammen mit Petrus und Johannes im Garten Getsemani bei Jesus und auch auf dem Berg der Verklärung, als Jesus mit Elija und Mose spricht. |
| 4   | Johannes Evangelist, Gemälde von El Greco                                                                | Johannes, „dessen Bruder“ Ἰωάννης ὁ ἀδελφὸς αὐτοῦ Iōannēs ho adelphos autou                      | Wie Jakobus der Ältere ein Sohn des Zebedäus. Eine Identität mit dem Evangelisten Johannes ist nicht nachweisbar, auch wenn er in der kirchlichen Tradition mit dem „Lieblingsjünger“ Jesu aus dem Johannesevangelium identifiziert wird. Johannes wird in den Evangelien als Sohn des Zebedäus und der Salome und als der Bruder von Jakobus dem Älteren vorgestellt. Johannes und Jakobus sollen von Beruf Fischer am See Gennesaret gewesen sein. Sie bekamen von Jesus den Beinamen Donnerskinder, entweder wegen ihres starken Feuereifers oder wegen ihrer erschütternden Rede. |
| 5   | Apostel Philippusen, Gemälde von Albrecht Dürer                                                          | Philippus Φίλιππος Philippos                                                                     | Philippus wurde von Jesus direkt berufen, ihm nachzufolgen. Er ist es, der das Erlebte dem Nathanael weitererzählte. („Βρήκε ο Φίλιππος τον Ναθαναήλ.“ – „Da ist Philip auf Nathanael gestoßen.“) Ansonsten taucht er in allen biblischen Apostelverzeichnissen auf. Er ist von dem in Apostelgeschichte erwähnten Diakon und späteren Evangelisten zu unterscheiden, auch wenn in der Legendenbildung die beiden Philippus-Biographien miteinander verbunden wurden. |
| 6   | Teilansicht des Gemäldes Das Jüngste Gericht von Michelangelo, Ausschnitt mit Bartholomäus               | Bartholomäus Βαρθολομαῖος Bartholomaios                                                          | „Bartholomäus“ ist wahrscheinlich identisch mit „Nathanael“ aus dem Johannesevangelium. Sein voller Name war aller Wahrscheinlichkeit nach Natanaël Bar-Tolmai. Er wird in den Apostellisten der drei ersten Evangelien genannt. Es kann vermutet werden, dass er ein Schriftgelehrter oder Schriftgelehrtenschüler war. Seit dem 13. Jahrhundert wird er mit abgezogener Haut dargestellt. In Michelangelos Jüngstem Gericht in der Sixtinischen Kapelle in Rom gilt das Antlitz auf der von Bartholomäus getragenen Haut als Selbstbildnis Michelangelos. |
| 7   | Santo Tomás, Gemälde von Jusepe Martínez                                                                 | Thomas Θωμᾶς Thōmas                                                                              | „Didymos Judas Thomas“ wird in allen vier Evangelien erwähnt. Der Name Thomas leitet sich aus dem Aramäischen ab: ta'am, was „gepaart“ oder „Zwilling“ bedeutet. Deshalb wird Thomas auch „Didymos“ (δίδυμος, das griechische Wort für „Zwilling“) genannt. Er ist bekannt als der ungläubige Thomas, weil er bei der ersten Erscheinung Jesu nach dessen Auferstehung nicht dabei war und dies nicht glauben wollte: „Die anderen Jünger sagten zu ihm: Wir haben den Herrn gesehen. Er entgegnete ihnen: Wenn ich nicht die Male der Nägel an seinen Händen sehe und wenn ich meinen Finger nicht in die Male der Nägel und meine Hand nicht in seine Seite lege, glaube ich nicht.“ |
| 8   | Matthäus Evangelist und der Engel, Gemälde von Guido Reni                                                | Matthäus, der (ehemalige) Steuerpächter Ματθαῖος ὁ τελώνης Matthaios ho telōnēs                  | Es wird eine Identität mit dem Evangelisten Matthäus vermutet, die jedoch nicht nachweisbar ist. Der Jünger Matthäus ist der Sohn des Alphäus. Er war von Beruf Zöllner in Kafarnaum. Im Markus- und dem Lukasevangelium wird er jedoch nicht erwähnt, in der Apostelgeschichte lediglich einmal. Hieronymus schreibt dazu: „Matthäus, der auch Levi ist und der von einem Zöllner zu einem Apostel wurde, und zwar als erster aller Evangelisten, verfasste ein Evangelium von Christus in Judäa in der hebräischen Sprache und in hebräischen Schriftzeichen zum Nutzen derjenigen aus der Beschneidung, die geglaubt hatten.“ |
| 9   | Apostel Jakobus der Jüngere, Deckenfresko in Pfarrkirchen                                                | Jakobus, der Sohn des Alphäus Ἰάκωβος ὁ τοῦ Ἁλφαίου Iakōbos ho tou Alphaiou                      | Jakobus der Jüngere wird auch „Jakobus, Sohn des Alphäus“ genannt – im Gegensatz zu „Jakobus, Sohn des Zebedäus“. In der kirchlichen Tradition haben sich die Bezeichnungen Jakobus der Jüngere und Jakobus der Ältere durchgesetzt. In der Kirchengeschichte wurde Jakobus, der Sohn des Alphäus, auch mit Jakobus dem Kleinen und Jakobus, dem Bruder Jesu gleichgesetzt. Die Gleichsetzung von Jakobus Alphäus mit Jakobus, dem Kleinen, und Jakobus, dem Herrenbruder, wurde auf dem Konzil von Trient für die katholische Kirche verbindlich gemacht. |
| 10  | Sankt Judas Thaddäus, Gemälde von Georges de La Tour                                                     | Judas Thaddäus, „dessen Bruder“ Λεββαῖος ὁ ἐπικληθεὶς Θαδδαῖος Lebbaios ho epiklētheis Thaddaios | Wie Jakobus der Jüngere ein Sohn des Alphäus. „Judas“ und „Thaddäus“ könnten auch verschiedene Personen sein, werden aber traditionellerweise miteinander identifiziert. Im Lukasevangelium und in der Apostelgeschichte des Lukas findet sich in der Liste der zwölf Apostel ein „Judas, der Sohn des Jakobus“. Das Matthäusevangelium kennt ebenso wie das Markusevangelium einen „Thaddäus“, der jedoch nicht „Judas“ heißt. Das Johannesevangelium wiederum erwähnt einen „Judas, nicht den Iskariot“. In der kirchlichen Tradition wird unter all diesen Namen ein und dieselbe Person mit dem Doppelnamen Judas Thaddäus identifiziert. Er wird aber auch mit Simon Zelotes identifiziert.                                                                                             |
| 11  | Der Heilige Simon mit seinem Attribut, der Säge, Gemälde eines unbekannten Künstlers im Stil Caravaggios | Simon Kananäus Σίμων ὁ Κανανίτης Simōn ho Kananitēs                                              | Das Lukasevangelium bezeichnet Simon (Kanaanäus) als Zelot, also „Eiferer“, Mitglied einer Unabhängigkeitsbewegung, Simon Zelotes. „Kananäer“ ist ein Herkunftsname. Seinen Beinamen Zelotes, im aramäischen „Kananäu“, im Deutschen „der Eiferer“, erhielt er wohl aufgrund seiner ursprünglichen Zugehörigkeit zur radikalen Zelotenpartei, die sich zum Ziel setzten, die Römer gewaltsam aus Israel zu vertreiben. In älteren Bibelübersetzungen wurde der Name oft falsch als „Simon der Kanaaniter“ wiedergegeben. |
| 12  | Teilansicht des Gemäldes Der Judaskuss von Giotto di Bondone, Ausschnitt mit Judas Iskariot              | Judas Iskariot Ἰούδας ὁ Ἰσκαριώτης Ioudas ho Iskariōtēs                                          | „Iskariot“: Beiname „Mann aus Kariot“ (wahrscheinlicher) oder „Sikarier“ („Messerkämpfer“, Mitglied einer Unabhängigkeitsbewegung, weniger wahrscheinlich). Matthias ist derjenige Apostel, der durch das Los zu den verbliebenen elf Aposteln hinzugefügt wurde, um Judas Ischariot nach dessen Selbstmord zu ersetzen (Apostelgeschichte 1:23-26). Er wird daher manchmal auch als der dreizehnte Apostel bezeichnet. |

## Ἐκ Διὸς ἀρχομένα.
Ἐκ Διὸς ἀρχομένα.
Ek Dios archomena.
„Mit Zeus beginnend“
Zitat aus dem Zyklus An Artemis Orthia des Dichters Alkman:
ἐγὼν δ’ ἀείσομαι

ἐκ Διὸς ἀρχομένα
egōn d’ aeisomai

ek Dios archomena
Zu singen heb ich an

Nehme von Zeus den Beginn.
Zeus war der Anfang allen Gesanges.
Beim römischen Dichter Vergil sagt Damoetas:
Ab Iove principium, Musae, Iovis omnia plena;

ille colit terras, illi mea carmina curae.
Hebt von Iuppiter an, ihr Musen, der alles erfüllet;

Iuppiter segnet das Land, ihm wert sind meine Gesänge.
Die Worte „ab Iove principium generis“ („Der Ursprung des Geschlechts rührt von Jupiter her.“) finden sich im 7. Buch von Vergils Aeneis.
Mit einer weiteren Variante beginnt Arat sein astronomisches Lehrgedicht Φαινόμενα Phainomena (bekannt unter der latinisierten Form Phaenomena):
ἐκ Διὸς ἀρχώμεσθα, τὸν οὐδέποτ’ ἄνδρες ἐῶμεν

ἄρρητον …
ek Dios archōmestha, ton oudepot’ andres eōmen

arrēton …
Mit Zeus laßt uns beginnen, den wir Menschen niemals

ungesagt lassen …

(Übersetzung: Manfred Erren)

## Ἐκ τῆς κόνεώς μου ἀναγεννῶμαι.

Flagge Ypsilantis

Ἐκ τῆς κόνεώς μου ἀναγεννῶμαι.
altgriechisch: Ek tēs koneōs mou anagennōmai.
neugriechisch: Ek tis koneos mu anagennomē.
„Aus meiner Asche bin ich neugeboren.“
Diese Darstellung fand sich auf dem Heiligen Band (Ιερός Λόχος Ieros Lochos) des griechischen Freiheitskämpfers Alexander Ypsilantis zu Beginn der Griechischen Revolution (Ελληνική Επανάσταση Elliniki Epanastasi).
Sie greift die Rückseite der griechischen Flagge des Kaisers Konstantin mit einem Phönix auf, der aus seiner Asche neugeboren wird. Auf deren Vorderseite stand die bekanntere Phrase Ἐν τούτῳ νίκα. (En toutō nika. „In diesem [Zeichen] siege!“)
Die drei Farben der Flagge haben folgende Bedeutung:
- Rot für Patriotismus
- Weiß für Brüderlichkeit
- Schwarz für Opferbereitschaft

## ἐκκλησία πάνδημος
ἐκκλησία πάνδημος
ekklēsia pandēmos
„das ganze herausgerufene Volk“

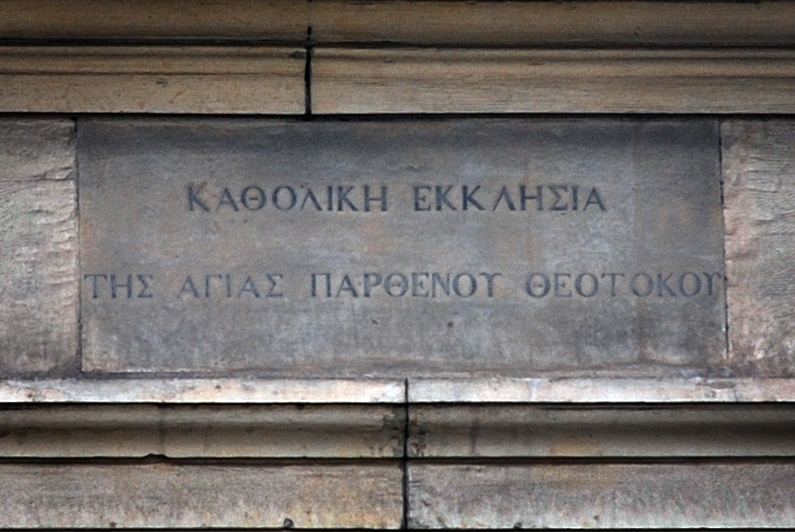
Griechische Inschrift an der Kirche Cattolica dei Greci in Reggio Calabria:

Von dieser Bezeichnung für die Heeresversammlung und die Volksversammlung ἐκκλησία ekklēsia (von ἐκκαλεῖν ekkaleín „herausrufen, auffordern“) zur Zeit der attischen Demokratie und später auch für den Versammlungsort leitet sich der christliche Begriff Ἐκκλησία als Versammlung der Gläubigen und ihr Versammlungsort her und wurde als Ecclesia ein Lehnwort im Lateinischen.
Ekklesia ist im Christentum die Bezeichnung für die Gemeinde. Bereits im Alten Testament wurde das Volk Israel aus Ägypten herausgerufen und ab jenem Zeitpunkt die Gemeinde Israel genannt. Die Gemeinde Jesu wird damit als das aus der Welt „herausgerufene“ Volk Gottes gesehen, das sich im Namen Jesu versammelt.
Von Ekklesia ist auch der griechische Name Ekklesiastes (Ἐκκλησιαστής) für das alttestamentliche Buch Kohelet (hebräisch קהלת, auch Prediger Salomo) abgeleitet.

## Ελευθερία ή Θάνατος!
Ελευθερία ή Θάνατος!
Elefthería í Thánatos!
„Freiheit oder Tod!“

Flagge Griechenlands:
9 Streifen für die 9 Silben des Wahlspruchs,
Ε-λευ-θε-ρί-α ή Θά-να-τος,
oder für die Buchstaben des Wortes Ελευθερία (Freiheit).

Flagge der Insel Spetses mit den Worten Ελευθερία ή Θάνατος

Wahlspruch der Griechischen Republik in der Nationalhymne Ymnos is tin Eleftherian („Ode an die Freiheit“). Diese hat 158 Strophen und gilt als die Nationalhymne Griechenlands sowie der Republik Zypern. Der Text wurde 1823 von Dionysios Solomos auf seiner Heimatinsel Zakynthos geschrieben.
Σε γνωρίζω από την κόψη

του σπαθιού την τρομερή,

σε γνωρίζω από την όψη

που με βια μετράει τη γη.
Se gnorízo apó tin kópsi

tou spathioú tin tromerí,

se gnorízo apó tin ópsi

pou me via metrái ti gi.
Ja, ich kenn’ dich an der Klinge

deines Schwerts so scharf und blank,

wie auf diesem Erdenringe,

schreitet dein gewalt’ger Gang.
Die 9 Streifen in der Flagge Griechenlands sollen für die Anzahl der Silben des Wahlspruchs des griechischen Befreiungskriegs, Ε-λευ-θε-ρί-α ή Θά-να-τος (E-lef-the-rí-a í Thá-na-tos), stehen oder für die Buchstaben des Wortes Ελευθερία.
Von Solomos stammt auch der Spruch auf der Flagge der Insel Zakynthos: „Θέλει αρετή και τόλμη η Ελευθερία.“ („Freiheit braucht Tugend und Mut.“)

## Ἐλέφαντα ἐκ μυίας ποιεῖς.
Ἐλέφαντα ἐκ μυίας ποιεῖς.
Elephanta ek myias poieis.
„Du machst einen Elefanten aus einer Fliege.“
Vorbild der deutschen Redewendung „aus einer Mücke einen Elefanten machen“.
Bereits Lukian bezeichnet diese Wendung als sprichwörtlich, wenn er sagt:

„Ich hätte noch viel zu sagen. Trotzdem komme ich nun zum Schluss meiner Rede, denn ich will nicht den Eindruck erwecken, dass ich, wie das Sprichwort sagt, aus der Mücke einen Elefanten mache.“

Erasmus von Rotterdam gibt diesen Spruch lateinisch mit „Elephantum ex musca facis“ wieder und bezieht ihn auf sein Verhältnis zu Martin Luther. Erasmus beginnt seine Abhandlung ironisch:

„‚Unmöglich‘, werden die Leute sagen, ‚Erasmus wagt es, mit Luther zu streiten, das heißt eine Fliege mit einem Elefanten!‘“

So schreibt Johannes Eck am 28. Oktober 1519 im gleichen Zusammenhang an den Bischof von Meißen, Johann von Schleynitz:

“Pergit malesanus venator »ex mure facere Elephantem«, ex praerancida inquam sua ratiuncula, quod ecclesia Christi post eius passionem fuerit XX annis ante Romanam ecclesiam, […]”

„Seine schwachen Begründungen – so nenne ich sie – lassen LUTHER weiterhin aus »einer Mücke einen Elefanten« machen: die Kirche Christi habe nach seinem Leiden bereits zwanzig Jahre bestanden, bevor die römische Kirche entstanden sei.“

Es gibt zwei neugriechische Varianten dieser Redewendung:
- «Κάνω τη µύγα βόδι.» «Kano ti miga vodi.» („Er macht die Fliege zum Ochsen.“)
- «Κάνει την τρίχα τριχιά.» «Kani tin tricha trichia.» („Er macht ein Haar zum Strick.“)

## Ελλάς Ελλήνων Χριστιανών
Ελλάς Ελλήνων Χριστιανών
Ellás Ellínon Christianón
„Griechenland der christlichen Griechen“
Wichtigster Slogan der griechischen Militärjunta von 1967 bis 1974, die daneben auch noch den folgenden Slogan propagierte:
Πατρίς, Θρησκεία, Οικογένεια
Patrís, Thriskía Ikogénia
„Vaterland, Religion, Familie“

## Ελληνική Δημοκρατία
Ελληνική Δημοκρατία
Ellinikí Dimokratía
„Hellenische Republik“
Selbstbezeichnung der Republik Griechenland, die sich herleitet von dem Volksstamm der Hellenen. Bezeichnungen für die Griechen sind und waren:
- Ἕλληνες Hellenes/Έλληνες Ellines („Hellenen“, heute): Name eines thessalischen Stammes nach dessen mythischem Stammvater Hellen. Im spätantiken Oströmischen Reich zunächst nur noch für die Anhänger der alten griechischen Kulte, später für alle Nichtchristen gebraucht.
- Ἀργεῖοι Argeioi („Argiver“, bei Homer): Nach der Argos. Ursprünglich soll Argos Phoroneikon geheißen haben, nach Phoroneus, dem Großvater des Argos.
- Δαναοί Danaoi („Danaer“, bei Homer): Eine von drei Bezeichnungen der Griechen bei Homer. Sie sind benannt nach Danaos, dem Stammvater von Menelaos und Agamemnon.
- Ἀχαιοί Achaioi („Achaier“, bei Homer): Die Achaier lebten in der Landschaft Achaia im Nordwesten der Peloponnes.
- Ῥωμαῖοι Romaioi („Römer“, in der Spätantike; siehe auch Rhomäer): Im Oströmischen Reich bezeichneten sich die Einwohner auch nach dem Ende der Antike, also im byzantinischen Mittelalter, weiterhin als „Römer“ und hielten ihr Reich für das Neue Rom (néa Róme – mit einem Wortspiel; denn der Ausdruck bedeutet auch „neue Kraft/Macht“). Im Türkischen und Arabischen wurde der Begriff Rumi für die Griechen gebraucht, der dieselbe Herkunft hat.
- Γραικοί Graikoi („Griechen“, nach dem boiotischen Stammes der Graeci, römische Bezeichnung): Griechen, die im 8. Jahrhundert in Italien, der späteren Magna Graecia, siedelten und sich selbst als Graikoi oder ähnlich bezeichneten. Abgeleitet vom Namen einer boiotischen Stadt namens Graia (Γραῖα).
- Βυζαντινοί Byzantinoi („Byzantiner“, moderne Bezeichnung): Bewohner des Byzantinischen Reiches, abgeleitet von Βυζάντιον Byzantion.
- Ἴωνες Iones („Ionier“, bei den antiken Völker des Nahen Ostens): Die Perser bezeichneten Griechenland als Yauna, und der Begriff drang in alle Sprachen des Perserreichs. So verbreitete sich die Bezeichnung in der ganzen muslimischen Welt, Beispiele sind arabisch يوناني (Yunani) und türkisch Yunanlı. Im Hebräischen ist schon seit biblischer Zeit Javan (יָוָן) der Begriff für die Griechen.

Die heutigen Griechen definieren sich als direkte und einzige Nachfahren der antiken Hellenen, als Söhne von Homer, Platon und Sokrates, und betrachten sich als einzige legitime Erben Alexanders des Großen. Im Namensstreit um Mazedonien beharrte der griechische Staat auf dieser alleinigen Nachfolge auch für die antiken Makedonen.

## ελληνική διασπορά
ελληνική διασπορά
elliniki diaspora
„hellenische Diaspora“

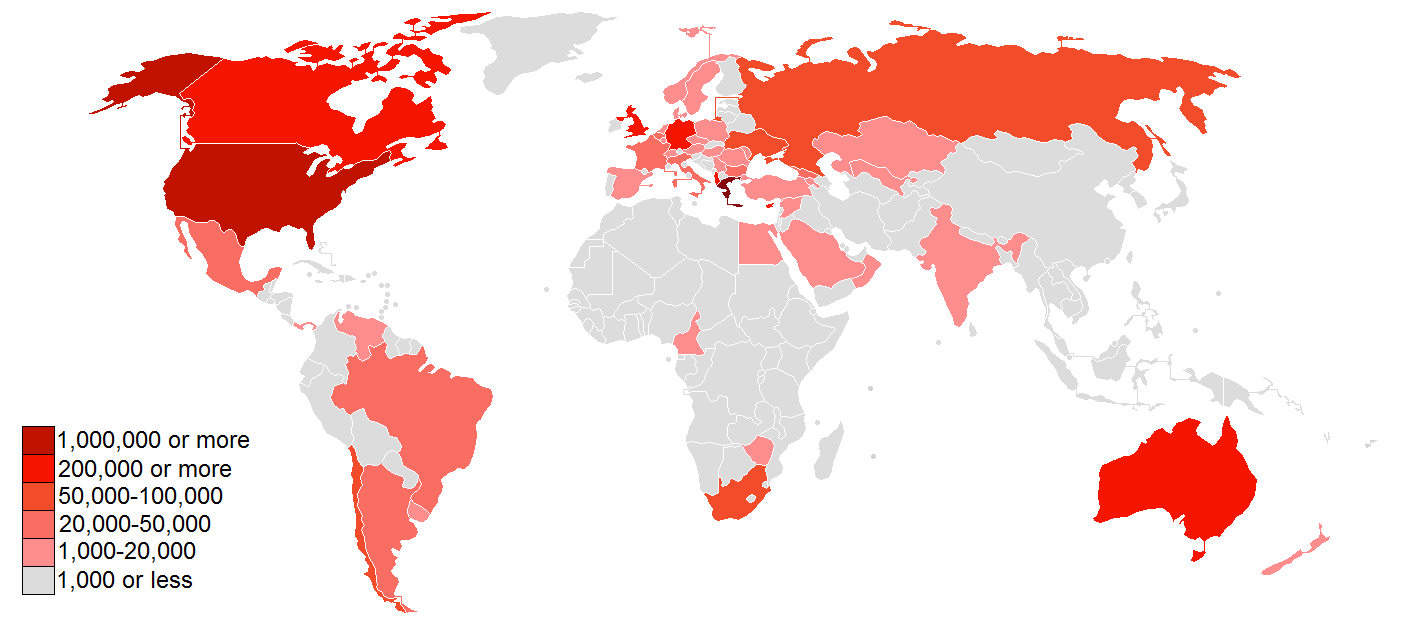
50 Staaten mit der größten griechischen Bevölkerung

Mit diesem Begriff (Diaspora: „Zerstreuung“) werden Angehörige der griechischen Nation bezeichnet, die außerhalb des traditionellen griechischen Mutterlandes leben. Heute sind damit die Staaten Zypern und Griechenland gemeint, zu Beginn des 20. Jahrhunderts gehörte zum griechischen Mutterland auch noch Kleinasien und in der Antike Süditalien und Sizilien.
Die Griechen in Deutschland sind mit 361.270 Personen (Stand 31. Dezember 2022) die achtgrößte Zuwanderergruppe der Bundesrepublik.
Ende des 17. Jahrhunderts war das Zentrum des Auslandsgriechentums in Deutschland Leipzig, das damals ein bedeutendes Handelszentrum war. An der Universität Leipzig promovierten etwa 25 Griechen im Jahr. Auch Goethe lernte viele griechische Kommilitonen dort kennen. Ein Nachfahre dieser Griechen war beispielsweise der Dirigent Herbert von Karajan.
Eine weitere griechische Gemeinde bildete sich im frühen 19. Jahrhundert in München; seitdem der Wittelsbacher Otto I. König von Griechenland geworden war, konnten sich Griechen in Bayern niederlassen oder kostenlos studieren.
Während des griechischen Bürgerkriegs schickten kommunistische Eltern ihre Kinder in die DDR und andere osteuropäische Länder. Währenddessen begann aus Westdeutschland eine Anwerbung von so genannten Gastarbeitern. Später kamen Pontosgriechen aus der ehemaligen Sowjetunion als griechische Staatsbürger nach Deutschland, so dass die Gesamtzahl der Griechen in Deutschland – trotz Rückwanderung – relativ stabil geblieben ist.
Die griechische Sprache übernahm in diesem Verlauf einige wenige Lehnwörter aus dem Deutschen. Dazu gehören:
- γκασταρμπάιτερ gastarbáiter: „Gastarbeiter“
- σνίτσελ snitsel: „Schnitzel“
- φροϊλάιν froilain: „Fräulein“

## ἐλπίδες ἐν ζωοῖσιν, ἀνέλπιστοι δὲ θανόντες
ἐλπίδες ἐν ζωοῖσιν, ἀνέλπιστοι δὲ θανόντες
elpídes en zōoîsin, anélpistoi dé thanóntes
„Hoffnungen gibt es bei den Lebenden, hoffnungslos sind die Toten.“
Der Satz – ein Zitat aus Theokritos, Eidyllia 4,42 – ist eine der zum Sprichwort gewordenen Aussagen, auf die der lateinische Spruch „Dum spiro, spero“ („Solange ich atme, lebe ich“) zurückgeht.

## Ἐμίσθωσα τὸν ὄνον, οὐ τὴν σκιάν.

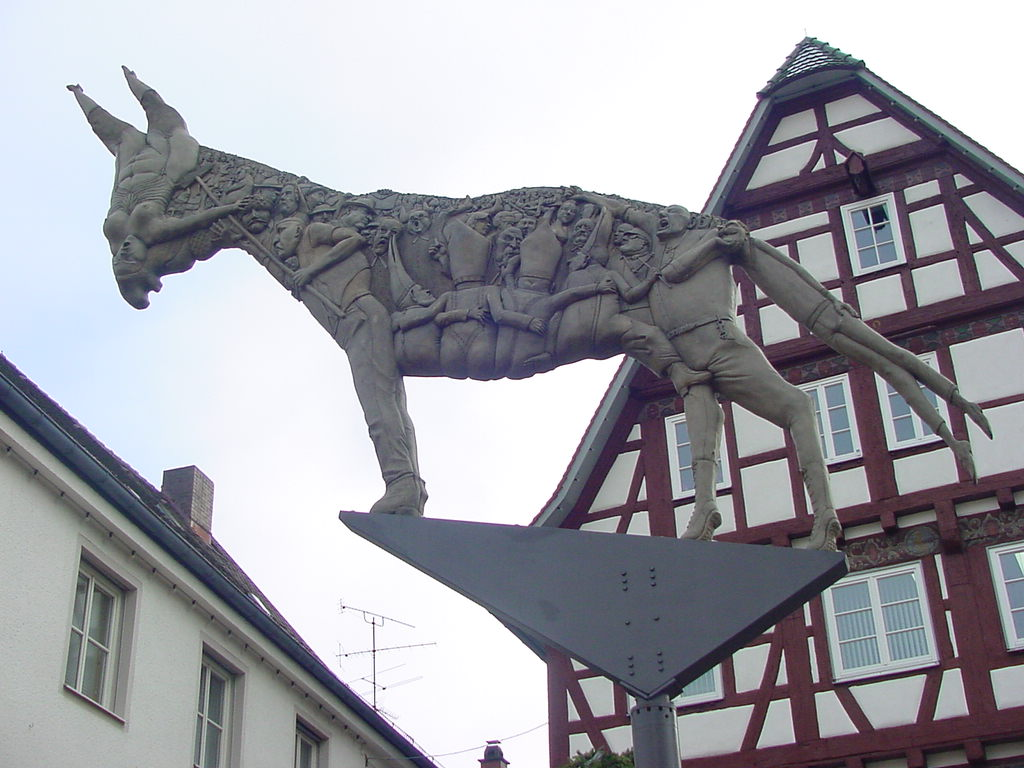
Eselsskulptur (nach Wielands „Der Prozess um des Esels Schatten“) auf dem Marktplatz von Biberach

«Ἐμίσθωσα», ἔφη, «τὸν ὄνον, οὐ τὴν σκιάν.»
„Emisthōsa“, ephē, „ton onon, ou tēn skian.“
„‚Ich habe‘, sagte er, ‚den Esel vermietet, nicht den Schatten.‘“
Schlüsselsatz aus der Parabel „Über des Esels Schatten“ (Περὶ τοῦ ὄνου σκιᾶς), die der Redner Demosthenes vor den Athenern hielt.
Demosthenes wurde daran gehindert, seine Rede zu beenden und fing an, von einem Athener zu erzählen, der sich einen Esel gemietet hatte und sich in der Mittagshitze im Schatten des Esels ausruhen wollte. Der Eselstreiber jedoch hinderte ihn daran, weil er ihm zwar den Esel vermietet habe, aber nicht dessen Schatten. Der Athener jedoch behauptete, auch den Schatten gemietet zu haben. Danach hörte Demosthenes auf zu reden. Als ihn die Athener aufforderten, seine Rede zu beenden, sagte er ihnen:

«Εἶτα περὶ μὲν ὄνου σκιᾶς», ἔφη, «βούλεσθε ἀκούειν, λέγοντος δ’ ἐμοῦ περὶ σπουδαίων πραγμάτων ἀκούειν οὐ βούλεσθε.»

„Eita peri men onou skias“, ephe, „boulesthe akouein, legontos d’ emou peir spoudaion pragmaton akouein ou boulesthe.“

„Demnach wollt ihr zwar“, sagte er, „über den Schatten eines Esels hören, aber über ernsthafte Dinge wollt ihr mich nicht reden hören!“

Der Text stammt aus dem 3./4. Jahrhundert n. Chr., der Autor ist unbekannt. Er befindet sich in den vitae decem oratorum (Leben der zehn Redner), die einst Plutarch zugesprochen und in seinen Moralia mitüberliefert wurden, weshalb er als Pseudo-Plutarch bezeichnet wird.

## Ἔμπροσθεν κρημνὸς, ὄπισθεν λύκοι.
Ἔμπροσθεν κρημνὸς, ὄπισθεν λύκοι.
Emprosthen krēmnos, opisthen lykoi.
„Vorn der Abgrund, hinten die Wölfe.“
Etwas freier übersetzt:
„Vor mir klafft der Abgrund, hinter mir lauern die Wölfe.“
In der Sprichwörtersammlung Adagia des Humanisten Erasmus von Rotterdam zweisprachig überlieferte Redewendung, lateinisch „A fronte praecipitium, a tergo lupi“.
Entspricht dem deutschen „Wahl zwischen Pest und Cholera“.

## Ἐν ἀρχῇ ἐποίησεν ὁ θεὸς τὸν οὐρανὸν καὶ τὴν γῆν.

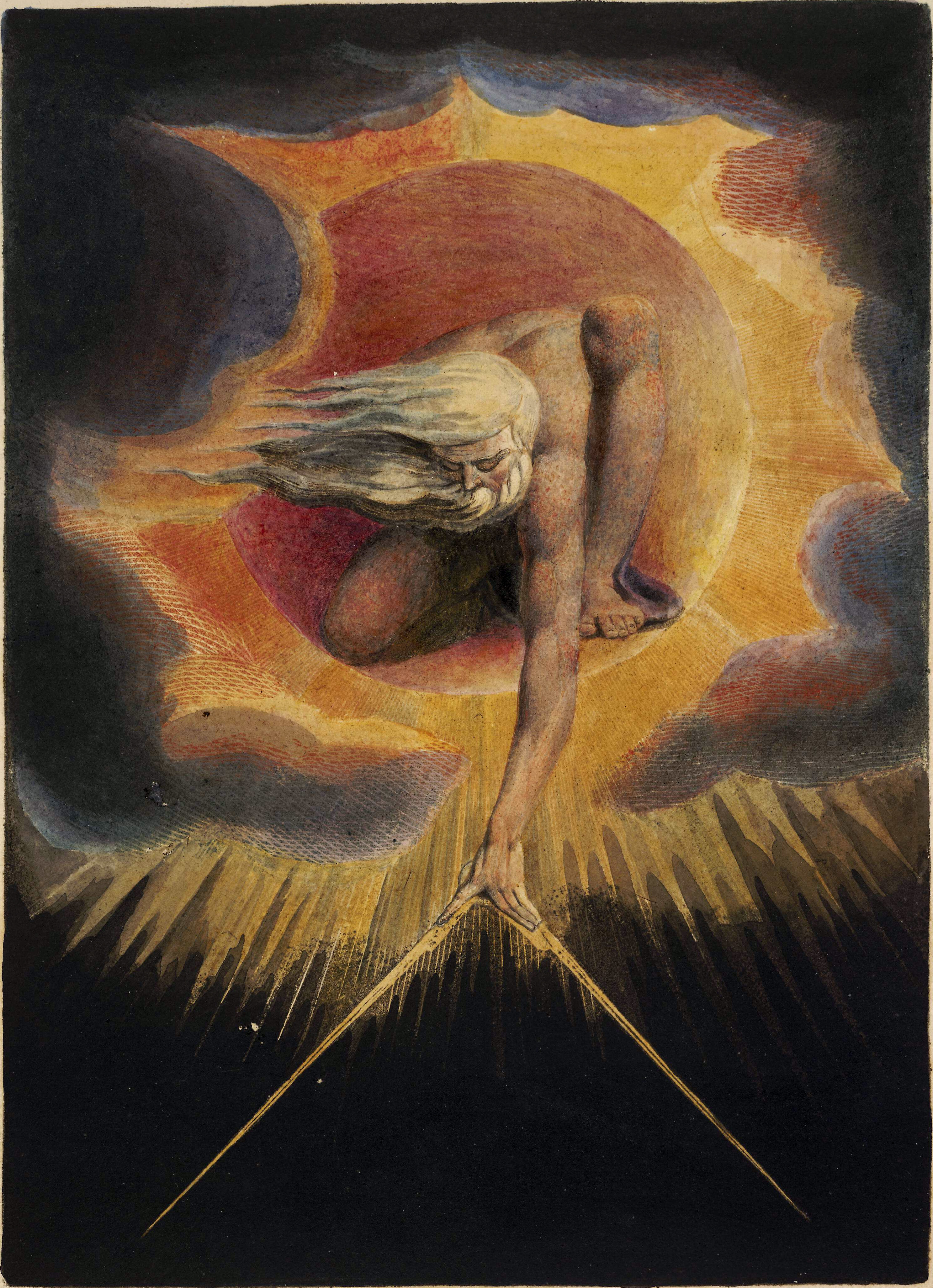
William Blake: The Ancient of Days, 1794

Ἐν ἀρχῇ ἐποίησεν ὁ θεὸς τὸν οὐρανὸν καὶ τὴν γῆν.
En archē epoiēsen ho theos ton ouranon kai tēn gēn.
„Im Anfang erschuf Gott Himmel und Erde.“
Erster Satz der Genesis in der Septuaginta, der auf Hebräisch „בְּרֵאשִׁ֖ית בָּרָ֣א אֱלֹהִ֑ים אֵ֥ת הַשָּׁמַ֖יִם וְאֵ֥ת הָאָֽרֶץ׃“ („bərē’šîṯ bārā’ ’ĕlōhîm ’ēṯ haššāmayim wə’ēṯ hā’āreṣ“) lautet. Der hebräische Name des Buches gibt seine ersten Worte wieder: „Im Anfang“ (בְרֵאשִית Bereschit).
Der Titel Genesis hingegen stammt aus der griechischen Übersetzung des Tanach, der Septuaginta. Das griechische Substantiv γένεσις genesis bedeutet „Geburt, Ursprung“ (zu γίγνεσθαι gignesthai „werden“).
Die deutsche Bezeichnung Genesis folgt dem kirchlichen Sprachgebrauch, der Mose als Autor hervorhebt.

## Ἐν ἀρχῇ ἦν ὁ λόγος.
Ἐν ἀρχῇ ἦν ὁ λόγος.
En archē ēn ho logos.
„Im Anfang war das Wort.“
Dies sind die ersten Worte des Johannesevangeliums, bei denen, an die Stoa anknüpfend, der Logos (λόγος) zum „Wort Gottes“ wird:

«Ἐν ἀρχῇ ἦν ὁ λόγος, καὶ ὁ λόγος ἦν πρὸς τὸν θεόν, καὶ θεὸς ἦν ὁ λόγος.»

„En archē ēn ho logos, kai ho logos ēn pros ton theon, kai theos ēn ho logos.“

„Im Anfang war das Wort und das Wort war bei Gott und das Wort war Gott.“

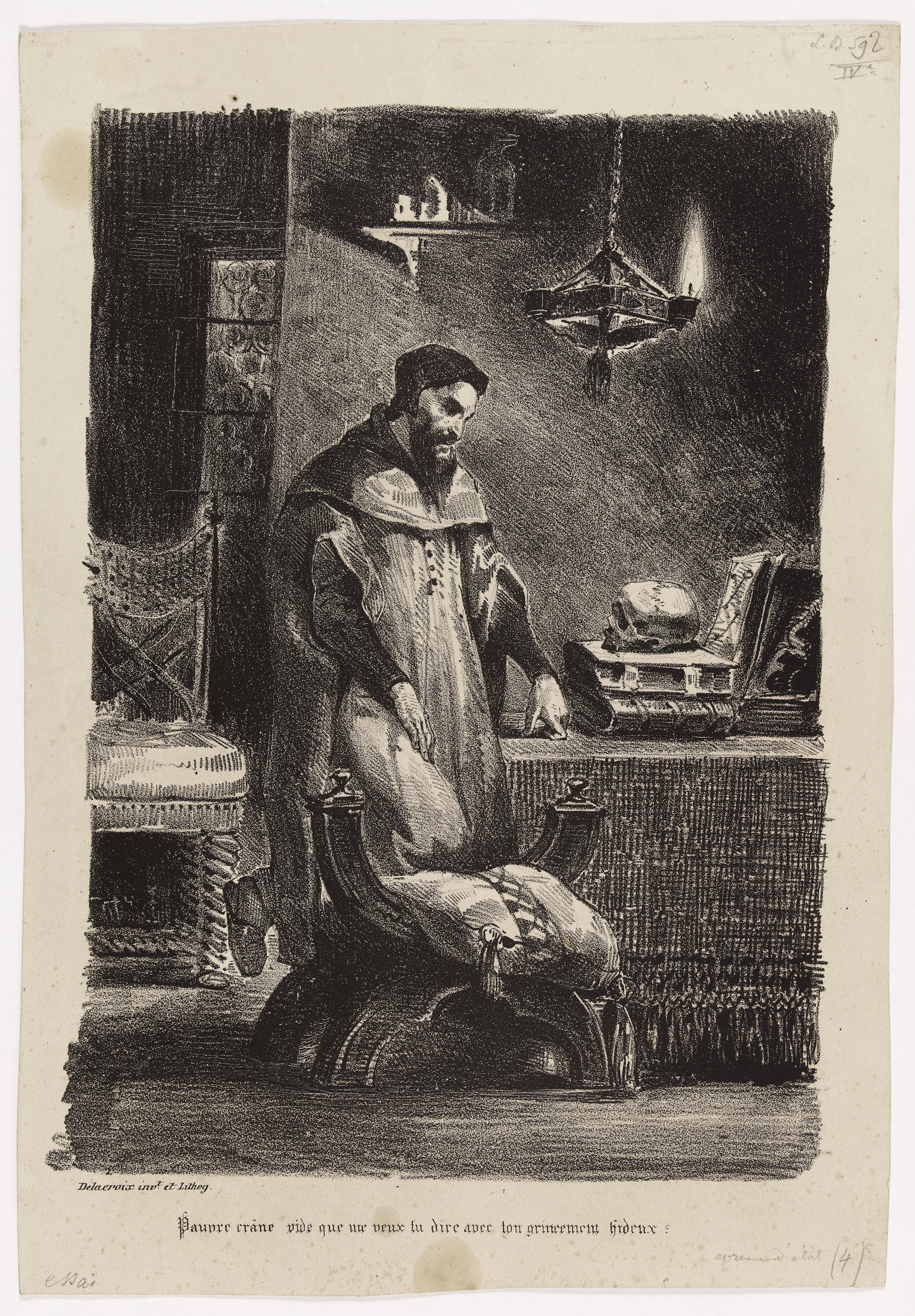
Eugène Delacroix: „Faust in seinem Studierzimmer“

In Goethes Drama Faust – eine Tragödie versucht Faust diesen Anfang des Johannesevangeliums zu übersetzen und sieht sich vor der Schwierigkeit, das griechische Wort λόγος (logos) angemessen zu übertragen:
Wir sehnen uns nach Offenbarung,

Die nirgends würd’ger und schöner brennt

Als in dem Neuen Testament.

Mich drängt’s, den Grundtext aufzuschlagen,

Mit redlichem Gefühl einmal

Das heilige Original

In mein geliebtes Deutsch zu übertragen.

        (Er schlägt ein Volum auf und schickt sich an.)

Geschrieben steht: „Im Anfang war das Wort!“

Hier stock’ ich schon! Wer hilft mir weiter fort?

Ich kann das Wort so hoch unmöglich schätzen,

Ich muss es anders übersetzen,

Wenn ich vom Geiste recht erleuchtet bin.

Geschrieben steht: Im Anfang war der Sinn.

Bedenke wohl die erste Zeile,

Dass deine Feder sich nicht übereile!

Ist es der Sinn, der alles wirkt und schafft?

Es sollte stehn: Im Anfang war die Kraft!

Doch, auch indem ich dieses niederschreibe,

Schon warnt mich was, dass ich dabei nicht bleibe.

Mir hilft der Geist! Auf einmal seh’ ich Rat

Und schreibe getrost: Im Anfang war die Tat!

## ἓν διὰ δυοῖν
ἓν διὰ δυοῖν
hen dia dyoin
„eins durch zwei“
Das Hendiadyoin ist in der Rhetorik und Linguistik eine Stilfigur, bei der ein Begriff zur Steigerung und Intensivierung durch zwei Wörter mit annähernd derselben Bedeutung wiedergegeben wird.
Beispiele:
- kreuz und quer (Gesamtbedeutung durcheinander)
- Feuer und Flamme (Gesamtbedeutung begeistert)
- frank und frei (Gesamtbedeutung direkt)
- Grund und Boden (rechtssprachliche Paarformel)
- Hab und Gut (Gesamtbedeutung sämtlicher Besitz)
- wüst und leer (Gesamtbedeutung nichts vorhanden)

## Ἐν οἴνῳ ἀλήθεια.
Ἐν οἴνῳ ἀλήθεια.
En oinō alētheia.
„Im Wein (liegt) die Wahrheit.“

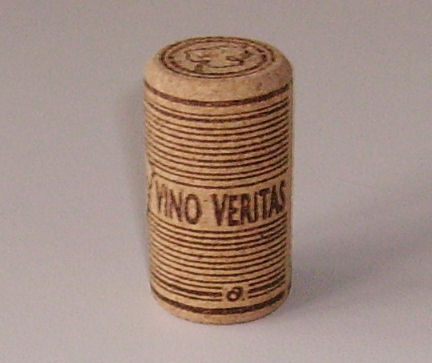
Korken einer Weinflasche mit der bekannten lateinischen Version „In vino veritas.“

In dieser Fassung stammt der Spruch von Erasmus von Rotterdam. Die Verbindung von Wein und Wahrheit geht zurück auf den Dichter Alkaios von Lesbos:

«οἶνος, ὦ φίλε παῖ, καὶ ἀλάθεα»

„oinos, ō phile pai, kai alāthea“

„Wein, liebes Kind, und Wahrheit“

Von Alkaios existieren auch andere Äußerungen zum gleichen Thema:

«οἶνος […] ἀνθρώπω δίοπτρον.»

„oinos […] anthrōpō dioptron.“

„Wein […] gibt Einblick in den Menschen.

 (Wörtlich: Wein […] ist ein Fenster hinein in den Menschen.)“

Die bekanntere lateinische Version lautet: „in vino veritas.“ Dies drückte auch Plinius der Ältere in seiner Naturgeschichte aus:

“vulgoque veritas iam attributa vino est.”

„und allgemein ist längst die Wahrheit mit dem Wein verbunden.“

In Platons Gastmahl (Symposion) wird eine ähnliche Redensart zitiert: Wein offenbare, ob ohne Kinder oder mit Kindern, die Wahrheit.
Ganz ähnlich behauptet das deutsche Sprichwort: „Kinder und Narren sagen die Wahrheit.“

## Ἐν τούτῳ νίκα.
Ἐν τούτῳ νίκα.
En toutō nika.
„In diesem (Zeichen) siege!“

Kreuz mit der Aufschrift „Ἐν τούτῳ νίκα.“ („In diesem [Zeichen] siege!“) auf Kreta

Diese Worte erschienen, der Legende zufolge, Kaiser Konstantin entweder im Traum oder unter einem leuchtenden Kreuz am Himmel, als er in der Schlacht an der Milvischen Brücke gegen seinen Gegenkaiser Maxentius kämpfte.
Bischof Eusebius von Caesarea, Konstantins Hoftheologe, berichtet von einem Kreuz mit entsprechender griechischer Inschrift, das Konstantin in der Sonne sah und schildert das Geschehen ähnlich der Bekehrung des Apostels Paulus von Tarsus in der Apostelgeschichte des Lukas (22, 6).
Im Jahr 313 vereinbarte Konstantin mit Licinius, dem Herrscher im Osten des Reiches, bei einem Treffen in Mailand das Mailänder Edikt, das den Christen und allen anderen Religionsfreiheit gewährte.
Die bekanntere lateinische Version dieses Spruchs ist „In hoc signo vinces.“ („In diesem Zeichen wirst du siegen.“)

## ἐξ ὄνυχος τὸν λέοντα
ἐξ ὄνυχος τὸν λέοντα
ex onychos ton leonta
„Nach der Klaue den Löwen (malen)“
Lateinisch: ex ungue leonem pingere oder
ex ungue leonem cognoscere
Der Dichter Alkaios von Lesbos behauptete, der Bildhauer Phidias habe aus der Klaue eines Löwen auf die Größe des ganzen Tieres schließen können. Überliefert ist dies durch den Geschichtsschreiber Plutarch
Später ist damit die Darstellung des Menschen über den Daumen gemeint wie es in dem Buch Ex ungue hominem dargelegt wird, das eine Methode der anthropometrischen Skizzierung des Menschen mit Hilfe eines Gitternetzes zeigt, wie es auch Albrecht Dürer zeigte.
Während Alkäus mit dieser Redewendung ausdrücken wollte, dass sich aus einem gegebenen Teil das Ganze erschließen lasse, verwendete der Schweizer Mathematiker Johann I Bernoulli das lateinische Äquivalent ex ungue leonem in dem Sinne, dass man an der Handschrift oder dem Stil den Schreiber erkennt. Er bezog sich dabei im konkreten Fall auf den Physiker Isaac Newton, der anonym in den Philosophical Transactions des Jahres 1697 eine Lösung zum Brachistochronenproblem veröffentlichte. Doch Bernoulli identifizierte ihn mit den Worten „ex ungue leonem“ („den Löwen von der Pranke her“), da sich Newton durch seine Methode verraten hatte.

## ἔξω βελῶν
ἔξω βελῶν
exo belon
„weit vom Schuss“
Lateinisch: extra telorum iactum
Der Humanist Erasmus von Rotterdam schreibt in seiner Sprichwörtersammlung Adagia zu dieser Redewendung:

„Weit vom Schuß heißt: in Sicherheit, außer Gefahr. Das Bild stammt aus dem Kriegsleben, wo sich die, die nicht getroffen werden wollen, so weit zurückziehen, daß die Schüsse sie nicht mehr erreichen können, oder an einem Ort in Deckung bleiben, der nicht eingeschossen ist. Deshalb heißt es auch bei den Geschichtsschreibern häufig: Schon waren sie auf Speerwurfweite herangekommen.“

## ἔπεα πτερόεντα
ἔπεα πτερόεντα
epea pteroenta
„geflügelte Worte“

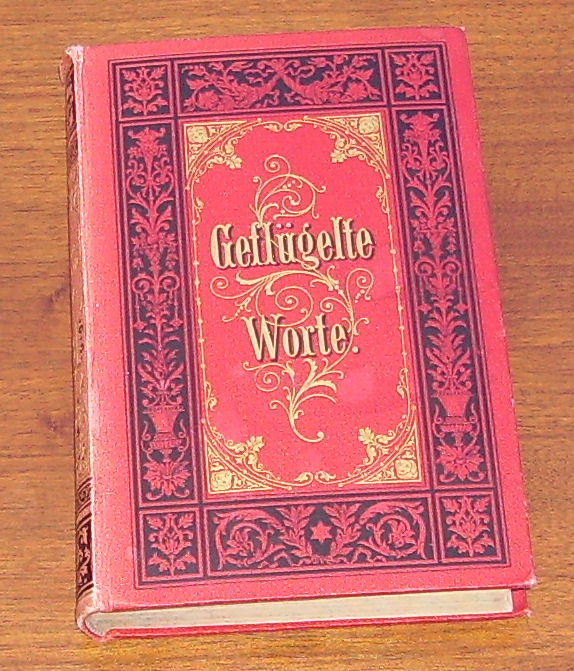
Georg Büchmanns Geflügelte Worte, 1880

Geflügelte Worte sind im Deutschen der Inbegriff für eine viel benutzte Redewendung. Bei Homer bedeuteten geflügelte Worte allerdings „schnell von den Lippen des Redenden enteilende, zum Ohr des Hörenden fliegende Worte“. Dieser Ausdruck kommt im Gesamtwerk Homers 104-mal vor.
In der Ilias heißt es zum Beispiel:

„[…] und sprach die geflügelten Worte: […]“

In der Odyssee heißt es von Telemachos:

„Wandte sich schnell zu Eumäos, und sprach die geflügelten Worte: […]“

Im Jahr 1864 wurde der Zitatensammler Georg Büchmann zum Urheber der übertragenen Bedeutung dieses Wortes. Die deutsche Bezeichnung entstammt den Homer-Nachdichtungen des Johann Heinrich Voß. Sie ist die Lehnübersetzung von ἔπεα πτερόεντα epea pteroenta „mit Flügeln versehene Wörter“. Bereits vor dieser Übersetzung verwendete allerdings Friedrich Gottlieb Klopstock in seinem Epos Der Messias diesen Ausdruck:

„Geflügelte Worte sprach er zu ihnen, dann sandt’ er sie unter das weichende Volk aus.“

Nur wenig später, noch im selben Gesang, nutzte er die Wendung „mit geflügelten Worten“.
Büchmanns Nachfolger Walter Robert-Tornow präzisierte den Begriff in der von ihm 1884 herausgegebenen 14. Auflage folgendermaßen:

„Ein geflügeltes Wort ist ein in weiteren Kreisen des Vaterlandes dauernd angeführter Ausspruch, Ausdruck oder Name, gleich welcher Sprache, dessen historischer Urheber oder dessen literarischer Ursprung nachweisbar ist.“

## Επέτειος του Όχι
Επέτειος του «Όχι»
Epétios tou «Ochi»
„Jahrestag des »Nein«“

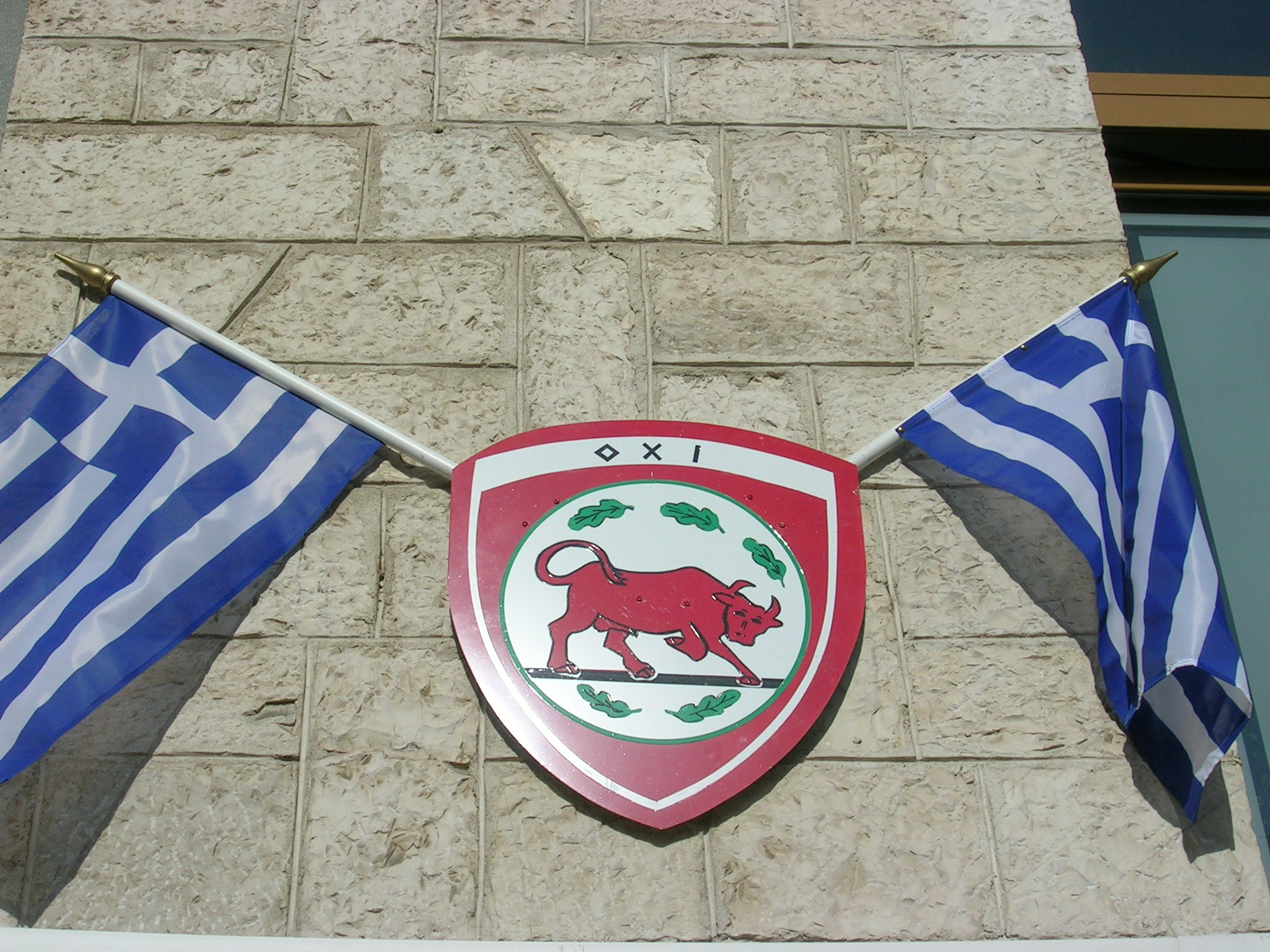
Griechische Flaggen und Schild mit dem Wort Όχι am Ochi-Tag

Der Ochi-Tag wird jährlich in Griechenland am 28. Oktober gefeiert und erinnert an die Ablehnung des von Benito Mussolini am 28. Oktober 1940 an Griechenland gestellten Ultimatums. Der griechische Diktator Ioannis Metaxas verweigerte dessen Annahme angeblich nur mit dem einen Wort „Nein“.
Das Ultimatum wurde durch den italienischen Botschafter Emanuele Grazzi übergeben und beinhaltete die Forderungen, dass Griechenland den Achsenmächten erlauben sollte, griechisches Territorium zu betreten, eine Ablehnung dieser Forderung würde mit Krieg beantwortet werden. Metaxa habe dieses Ultimatum der Legende nach mit einem schlichten „Nein“ (όχι ochi) beantwortet.
Wie Grazzi in seinen Erinnerungen schreibt, lautete die auf Französisch formulierte Antwort in Wirklichkeit jedoch:

« Alors, c’est la guerre. »

„Nun, dann ist Krieg.“

Grazzi erwiderte daraufhin:

« Pas necessaire, mon excellence. »

„Nicht unbedingt, Exzellenz.“

Woraufhin Metaxas entgegnete:

Non, c’est necessaire.

„Doch, es muss so sein.“

Als Antwort auf Metaxas’ Ablehnung marschierten italienische Truppen von Albanien aus in Nordgriechenland ein.

## Ἐπιδαυρίοις δέ ἐστι θέατρον ἐν τῷ ἱερῷ μάλιστα ἐμοὶ δοκεῖν θέας ἄξιον.

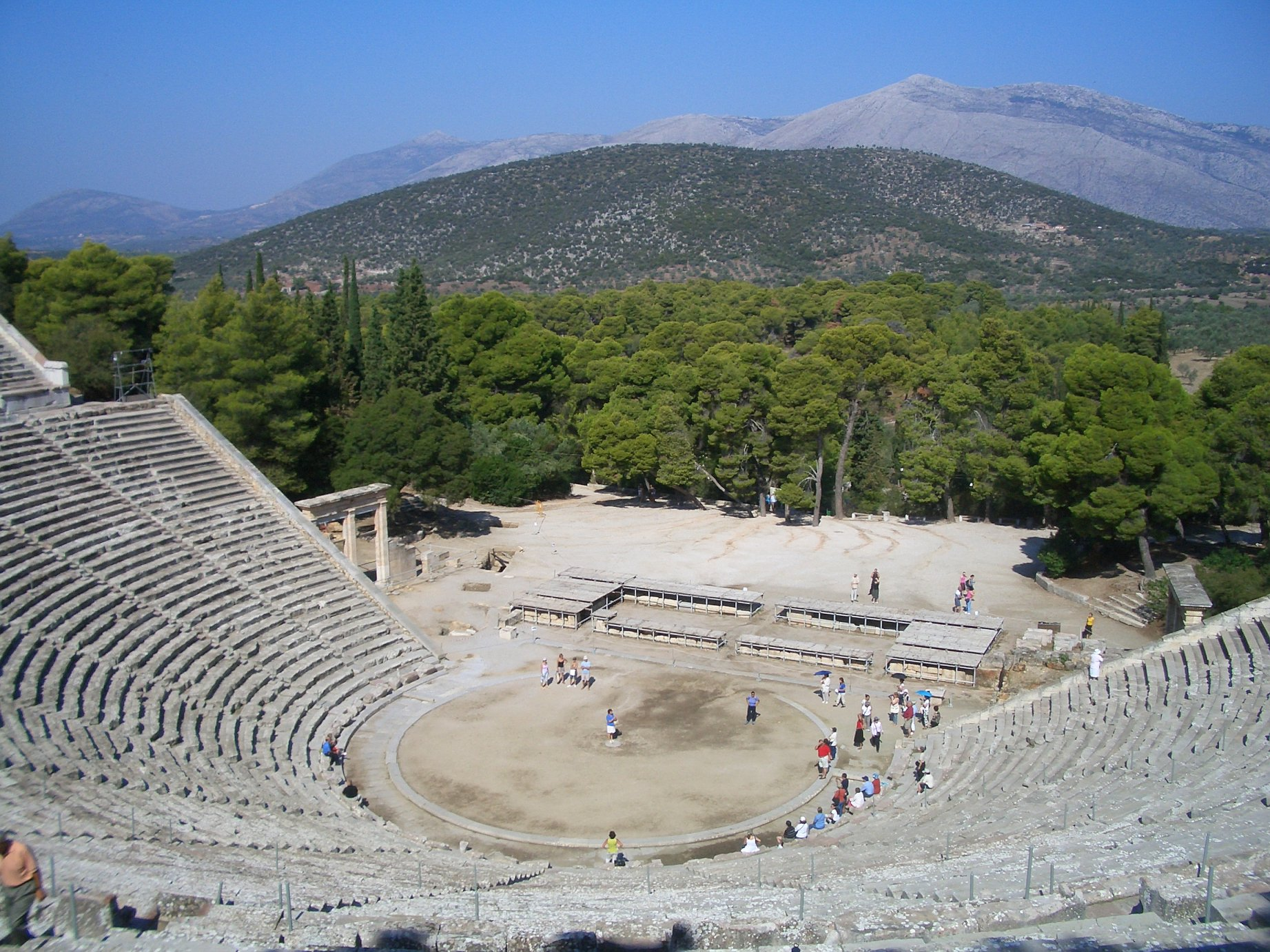
Theater in Epidauros

Ἐπιδαυρίοις δέ ἐστι θέατρον ἐν τῷ ἱερῷ μάλιστα ἐμοὶ δοκεῖν θέας ἄξιον.
Epidauriois de esti theatron en tō hierō malista emoi doken theas axion.
„Die Epidaurier haben im Heiligtum ein, wie ich meine, höchst sehenswertes Theater.“
Nach Pausanias hatte der griechische Architekt Polyklet das Theater im antiken Kurort Epidauros gebaut, das alle römischen Theater überträfe.
Pausanias war der Ansicht, dass niemand mit Polyklet konkurrieren konnte und setzte den Architekten Polyklet mit dem gleichnamigen Bildhauer Polyklet gleich, was aber aus chronologischen Gründen auszuschließen ist.
Das große, in einen Hang gebaute Theater mit grandiosem Blick auf die Berglandschaft der Argolis stammt aus dem 3. Jahrhundert v. Chr. Besonders die große, halbkreisförmige Zuschauertribüne, die bis zu 14.000 Personen Platz bietet, beeindruckt auch heutige Besucher.
Das Theater verfügt über eine exzellente Akustik, so dass man auch von den obersten Reihen jedes Wort verstehen kann. Erreicht wird dies vermutlich durch die nach unten gewölbte Form der Sitzsteine. Ein beliebter „Akustik-Test“ ist das Fallenlassen einer Münze auf die Steinplatte im Zentrum des Bühnenrings, das auch vom obersten Rang gehört werden kann.

## ἐπιστήμη τῶν τοῦ σώματος ἐρωτικῶν πρὸς πλησμονὴν καὶ κένωσιν
ἐπιστήμη τῶν τοῦ σώματος ἐρωτικῶν πρὸς πλησμονὴν καὶ κένωσιν
epistēmē tōn tou sōmatos erōtikōn pros plēsmonēn kai kenōsin
„Wissenschaft von den triebhaften Bedürfnissen des Körpers nach Füllung und Entleerung“
Antike Definition der Heilkunst. Der ganze Satz lautet, wie Platon in seinem Symposion vom Arzt Eryximachos erklären lässt:

«ἔστι γὰρ ἰατρική, ὡς ἐν κεφαλαίῳ εἰπεῖν, ἐπιστήμη τῶν τοῦ σώματος ἐρωτικῶν πρὸς πλησμονὴν καὶ κένωσιν.»

„Denn die Heilkunst ist, um es grob zu skizzieren, das Wissen um die triebhaften Bedürfnissen des Körpers nach Füllung und Entleerung.“

Die griechische Medizin entfernte sich von der Vorstellung, Krankheit sei eine göttliche Strafe, und betrachtete Medizin als Wissenschaft. Von großer Bedeutung war außerdem die Harmonie der Temperamente, analog zu den Körpersäften und Elementen.

## ἔργον δ’ οὐδὲν ὄνειδος.
ἔργον δ’ οὐδὲν ὄνειδος.
Ergon d’ ouden oneidos.
„Arbeit schändet nicht.“
Zitat aus den Werken des Dichters Hesiod, das vollständig folgendermaßen lautet:

«ἔργον δ᾽ οὐδὲν ὄνειδος, ἀεργίη δέ τ’ ὄνειδος.»

„Arbeit schändet nicht, die Trägheit aber entehrt uns.“

Das antike Griechenland sah Arbeit als Sache der Sklaven und der Frauen, die Muße hingegen war allein den freien Männern vorbehalten. Griechen, Römer und Christen fanden, dass die Arbeit ein Fluch ist und dem Menschen auf Grund seiner Unvollkommenheit verhängt wurde. Obwohl erst das Bürgertum die Arbeit adelte (Schiller: Das Lied von der Glocke, „Arbeit ist des Bürgers Zierde.“), hat schon Hesiod mit diesen Versen der Arbeit eine besondere Bedeutung gegeben.

## Ἔρρωσο.
Ἔρρωσο.
Errōso.
„Leb’ wohl!“
Ein beliebter antiker Briefschluss mit der ursprünglichen Bedeutung „sei stark“, die dem lateinischen „vale“ entspricht.
Als Beispiel sei hier der Brief einer Philomene an ihren Kriton angeführt, der mit dieser Formel endet:

„Was plagst du dich viel schreibend? Ich brauche fünfzig Goldstücke und ich brauche keine Briefe. Wenn du also liebst, gib! Wenn du aber das Geld liebst, falle nicht zur Last. Leb’ wohl!“

## ἔρως οὐρανιός
ἔρως οὐρανιός
erōs ouranios
„himmlische Liebe“

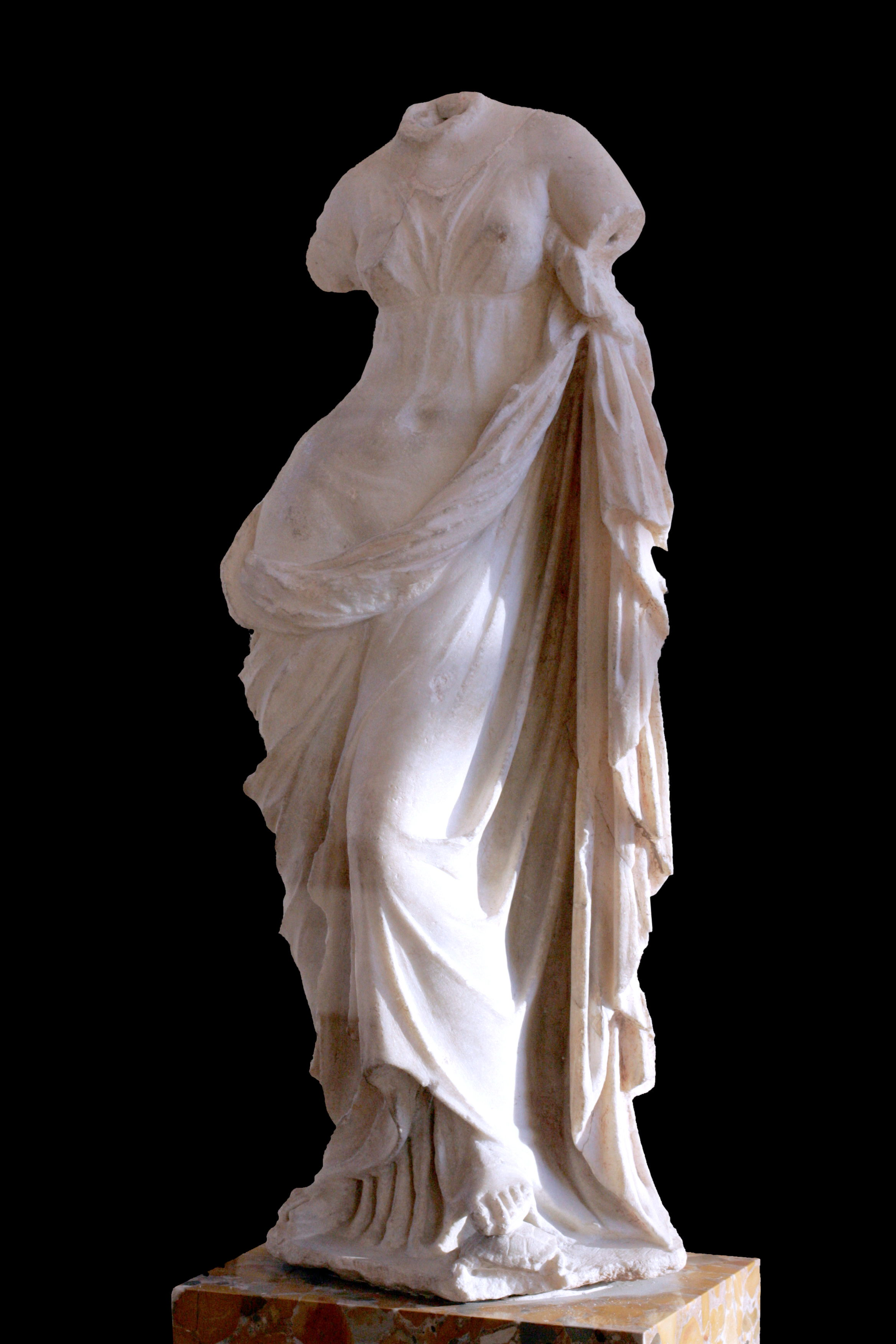
Aphrodite Urania im Louvre

Die „himmlische“ beziehungsweise „geistige Liebe“ steht im Gegensatz zur „irdischen Liebe“ ἔρως πάνδημος (erōs pandēmos). Erstere ist sakral, letztere profan. Diese beiden Archetypen des dualen Liebesgottes Eros, die im Lateinischen die weibliche Form Venus Urania und Venus Pandemos annehmen.
Aphrodite Urania hatte mehr maskuline Eigenschaften als Aphrodite Pandemos, die Kinder austrägt und weiblicher ist. Sie war vollkommen ideal und gebar niemals Kinder.
Diese Vorstellungen sind Hintergrund für die Herausbildung des Begriffs der Platonischen Liebe, einer Liebe auf rein geistiger Ebene. Nach Platon ist wahre, von „sexuellem“ Interesse freie Liebe, nur unter „Gleichen“ möglich. Frauen waren das im antiken Athen nicht. Somit blieb die platonische Liebe ausschließlich Männern untereinander vorbehalten.

## ἔσσεται ἧμαρ.

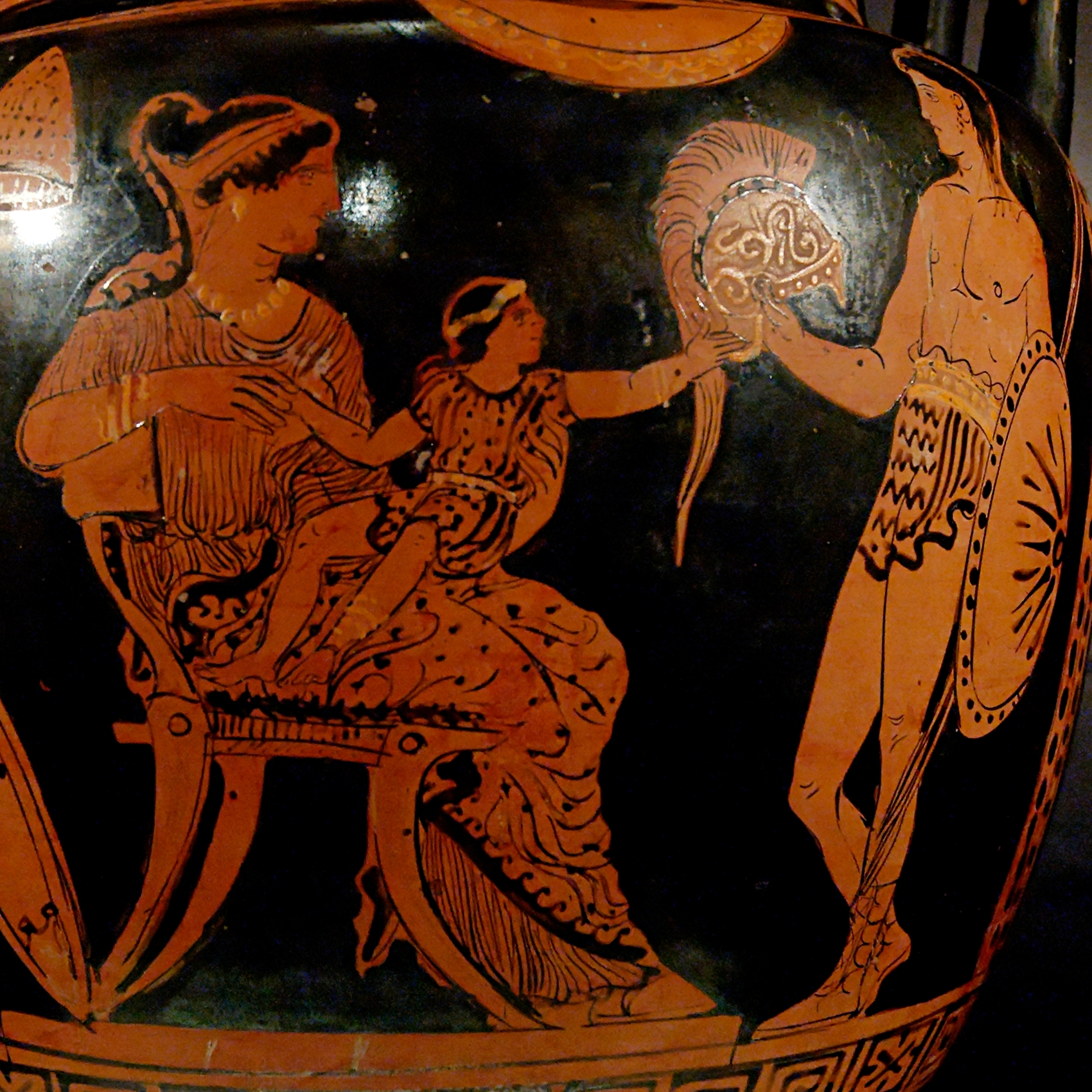
Hektor verabschiedet sich zum letzten Mal von seiner Familie

ἔσσεται ἧμαρ ὅτ’ ἄν ποτ’ ὀλώλῃ Ἴλιος ἱρὴ.
Essetai hēmar, hot’ an pot’ olōlē Ilios hirē.
„Einst wird kommen der Tag, da die heilige Ilios hinsinkt.“ (So die klassisch gewordene Formulierung in der Ilias-Übersetzung von Johann Heinrich Voß.)
Diese berühmten Worte sprach Hektor bei der Verabschiedung von seiner Frau Andromache und seinem kleinen Sohn Astyanax. Ilios ist ein anderer Name für die Stadt Troja, deren Untergang Hektor hier vorhersagt, und er ist betrübt durch den Gedanken, dass Andromache die Sklavin eines Griechen sein wird.
Der römische Feldherr Scipio zitierte weinend angesichts des brennenden Karthago ahnungsvoll diese Worte.
Essetai ämar ΕΣΣΕΤΑΙ ΗΜΑΡ ist auch der Titel eines Gedichtes von Georg Herwegh gegen die Konterrevolution, bei dem jede Strophe mit den Worten „Der Tag wird kommen“ endet. Das Gedicht beschreibt Ereignisse aus dem Jahr 1862 und beginnt mit der folgenden Strophe:
Besiegt, gefangen der Rebell,

Besiegt vom Sohn des Verhuel,

Vom schlechtesten der beste Mann,

Ormuz besiegt von Ahriman!

So klang die Trauerkunde, so –

Doch einer in Paris war froh.

Der Tag wird kommen.
Diese Wendung findet sich auch mehrfach in der Rede des Journalisten Philipp Jakob Siebenpfeiffer auf dem Hambacher Fest im Jahr 1832:

„Und es wird kommen der Tag, der Tag des edelsten Siegesstolzes, wo der deutsche vom Alpengebirg und der Nordsee, vom Rhein, der Donau und Elbe den Bruder im Bruder umarmt, wo die Zollstöcke und die Schlagbäume, wo alle Hoheitszeichen der Trennung und Hemmung und Bedrückung verschwinden samt den Constitutiönchen, die man etlichen mürrischen Kindern der großen Familie als Spielzeug verlieh; wo freie Straßen und freie Ströme den freien Umschwung aller Nationalkräfte und Säfte bezeugen; … wo nicht 34 Städte und Städtlein, von 34 Höflein das Almosen empfangend, um den Preis patriotischer Tat ringen; wo jeder Stamm, im Innern frei und selbstständig, zu bürgerlicher Freiheit sich entwickelt und ein starkes selbstgewobenes Bruderband alle umschließt zu politischer Einheit und Kraft […]“

## ἕτεροι δὲ τῶν αὐτῶν τούτων τὰς ἀρχὰς δέκα λέγουσιν εἶναι.

Taiji, die chinesische Entsprechung Yin und Yang

ἕτεροι δὲ τῶν αὐτῶν τούτων τὰς ἀρχὰς δέκα λέγουσιν εἶναι.
heteroi de tōn toutōn tas archas deka legousin einai.
„Andere aus derselben Gruppe behaupten, es gebe zehn Ursachen.“
Die zehn Prinzipien der so genannten Pythagoreer, wie sie Aristoteles in seiner Metaphysik aufzählt. Der Satz lautet vollständig:

«ἕτεροι δὲ τῶν αὐτῶν τούτων τὰς ἀρχὰς δέκα λέγουσιν εἶναι τὰς κατὰ συστοιχίαν λεγομένας, πέρας [καὶ] ἄπειρον, περιττὸν [καὶ] ἄρτιον, ἓν [καὶ] πλῆθος, δεξιὸν [καὶ] ἀριστερόν, ἄρρεν [καὶ] θῆλυ, ἠρεμοῦν [καὶ] κινούμενον, εὐθὺ [καὶ] καμπύλον, φῶς [καὶ] σκότος, ἀγαθὸν [καὶ] κακόν, τετράγωνον [καὶ] ἑτερόμηκες·»

„Andere aus derselben Gruppe behaupten, es gebe zehn Ursachen, die sie paarweise herzählen: Grenze und Unbegrenztes, Ungerades und Gerades, Eins und Vielheit, rechts und links, männlich und weiblich,ruhend und bewegt, gerade und krumm, Licht und Dunkel, gut und schlecht, quadratisch und rechteckig.“

| Original                    | Übersetzung                |
| --------------------------- | -------------------------- |
| πέρας [καὶ] ἄπειρον         | Grenze und Unbegrenztes    |
| περιττὸν [καὶ] ἄρτιον       | Ungerades und Gerades      |
| ἓν [καὶ] πλῆθος             | Eins und Vielheit          |
| δεξιὸν [καὶ] ἀριστερόν      | rechts und links           |
| ἄρρεν [καὶ] θῆλυ            | männlich und weiblich      |
| ἠρεμοῦν [καὶ] κινούμενον    | ruhend und bewegt          |
| εὐθὺ [καὶ] καμπύλον         | gerade und krumm           |
| φῶς [καὶ] σκότος            | Licht und Dunkel,          |
| ἀγαθὸν [καὶ] κακόν          | gut und schlecht           |
| τετράγωνον [καὶ] ἑτερόμηκες | quadratisch und rechteckig |

Die Pythagoreer waren die Angehörigen einer religiös-philosophischen Schule, die Pythagoras in den zwanziger Jahren des 6. Jahrhunderts v. Chr. in Unteritalien gründete und die nach seinem Tod noch einige Jahrzehnte fortbestand. Die vollkommene Zehn betrachtete man als für die Weltordnung grundlegend.

## ἔτος ἱερόν
ἔτος ἱερόν
etos hieron
„heiliger Jahrgang“
In Notzeiten wurde bei einigen antiken Völkern das nächstfolgende Jahr zum „heiligen Jahrgang“, lateinisch Ver Sacrum (heiliger Frühling), erklärt. Das bedeutete, dass alle Kinder und Haustiere, die im März oder April geboren wurden, den Göttern geopfert wurden. In späteren Zeiten wurden die in diesem Frühling geborenen Kinder, sobald sie 21 waren, vertrieben oder der Brauch wurde ganz auf die Haustiere beschränkt.
In seinem Gedicht Ver Sacrum erzählt der Dichter Ludwig Uhland den Hintergrund dieses Brauchs. In der dritten Strophe heißt es, dass nach diesem Gelübde die Macht der Etrusker gebrochen wurde:
„Ihm sei der Frühling heilig! – rief das Heer –

Und was der Frühling bringt, sei ihm gebracht!“

Da rauschten Fittiche, da klang der Speer,

Da ward geworden der Etrusker Macht.

## Εὐκοπώτερόν ἐστι κάμηλον διὰ τρυπήματος ῥαφίδος διελθεῖν
Εὐκοπώτερόν ἐστι κάμηλον διὰ τρυπήματος ῥαφίδος διελθεῖν ἢ πλούσιον εἰσελθεῖν εἰς τὴν βασιλείαν τοῦ Θεοῦ.
Eukopōteron esti kamēlon dia trypēmatos rhaphidos dielthein ē plousion eiselthein eis tēn basileian tou theou.
„Es ist leichter, dass ein Kamel durch ein Nadelöhr gehe, als dass ein Reicher ins Reich Gottes komme.“
Stelle aus dem Evangelium nach Matthäus, das Gleichnis vom Nadelöhr.
Vermutlich geht der Vergleich auf einen Übertragungsfehler im Griechischen zurück, wo sich die Begriffe für Kamel und Strick lediglich in einem einzigen Buchstaben unterscheiden (Η anstelle von Ι): καμιλος („Strick“) und καμηλος („Kamel“), die aufgrund des Itazismus gleichlautend wurden.
Da die ursprüngliche Lesart kamilos der Textkritik lange unbekannt war, wurden verschiedene Erklärungen bemüht, von denen sich auch heute noch die gängigste Interpretation hartnäckig hält, (Anm.) nach der eine hypothetische enge Gasse in Jerusalem mit einem kleinen Tor an ihrem Ende gemeint sei, die im Volksmund angeblich den Namen „Nadelöhr“ trug. Nach dieser mittlerweile allgemein verworfenen Vermutung konnte ein Kamel das Tor nur passieren, wenn es kniete und nicht mit zu viel Gütern bepackt war.
Mittlerweile sind Fälle der ursprünglichen Lesart als „Strick“ bekannt geworden, darunter die Übersetzungen der armenischen und der georgischen Bibel.

## Εὕρηκα.
Εὕρηκα.
Heureka.
„Ich hab’s!“

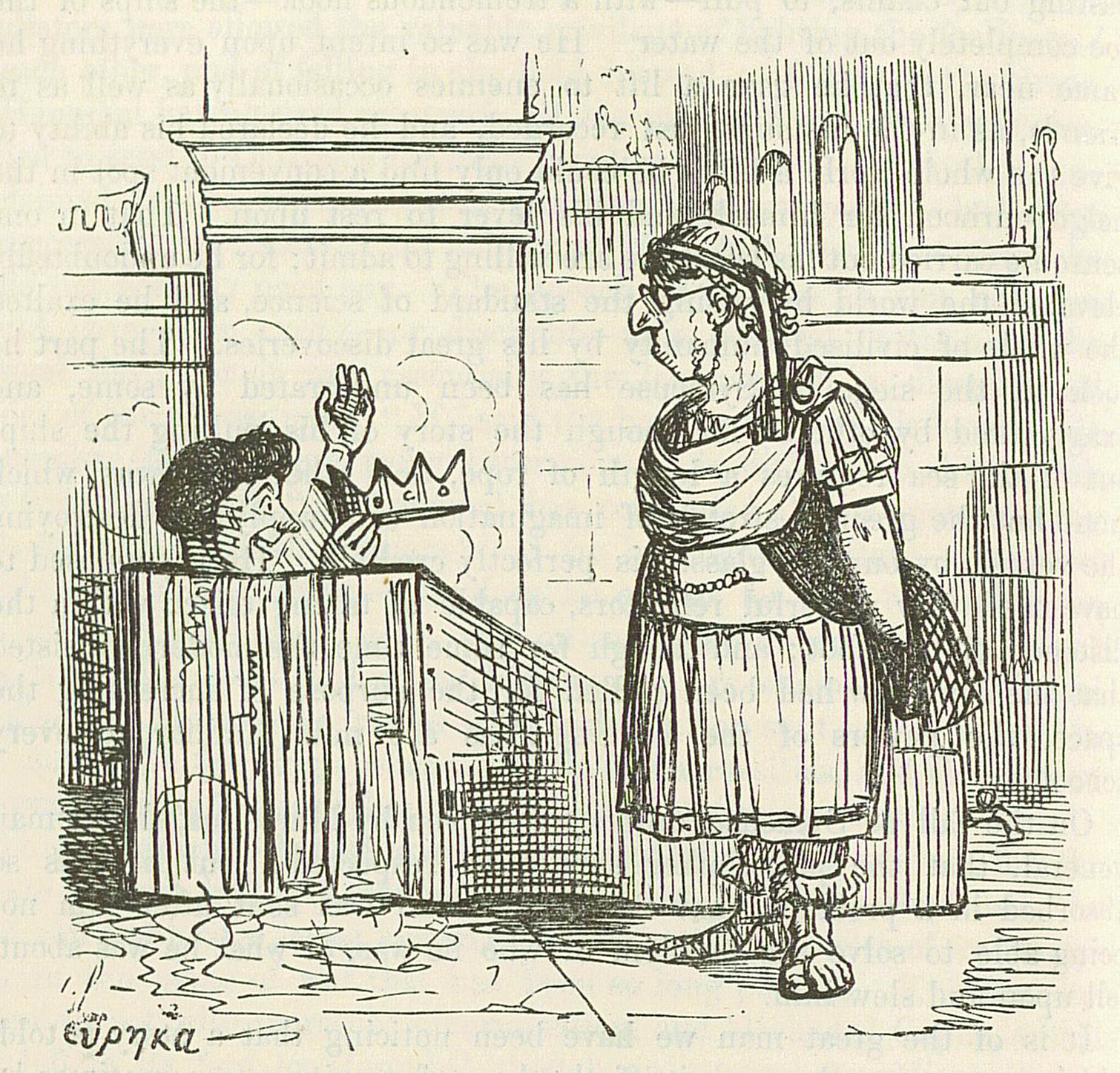
Archimedes in der Badewanne

Ältere Version „ηὕρηκα“ (Transkription im Wesentlichen identisch: Ε und Η werden beide durch E dargestellt, allenfalls durch das Längenzeichen für das Eta unterschieden).
Der Ausruf ist nach einer von Plutarch und Vitruv überlieferten Anekdote berühmt geworden, der zufolge Archimedes von Syrakus nackt und laut „Heureka!“ rufend durch die Stadt gelaufen sein soll, nachdem er in der Badewanne das nach ihm benannte Archimedische Prinzip entdeckt hatte.
Hieron II. von Syrakus wollte wissen, ob seine Krone wirklich aus reinem Gold war und bat Archimedes, den Goldgehalt der Krone zu überprüfen. Archimedes dachte lange nach, fand jedoch keine Lösung. Als er aber im Bad bemerkte, dass Badewasser über den Rand der Wanne schwappte und die aus der Badewanne geflossene Wassermenge dem Volumen seines eingetauchten Körpers entsprach, rannte Archimedes begeistert nackt durch Syrakus und rief laut: „Ich hab’s!“
Die Krone bestand tatsächlich zum großen Teil aus unedlem Metall und der Goldschmied wurde hingerichtet.
Eine ähnliche Anekdote über einen zerstreuten Gelehrten erzählt Platon vom Naturphilosophen Thales, der bei der Beobachtung der Sterne in einen Brunnen gefallen sein soll. Darauf habe ihn eine Magd verspottet, er wolle zwar die Dinge am Himmel kennenlernen, habe aber keine Ahnung von dem, was zu seinen Füßen liege: «Σὺ τὰ ἐν οὐρανῷ βλέπειν πειρώμενος τὰ ἐπὶ τῆς γῆς οὐχ ὁρᾷς;» („Du bemühst dich zu wissen, was im Himmel ist, aber das, was auf der Erde ist, siehst du nicht?“)
Das von Heureka abgeleitet Eureka ist das Motto des US-Bundesstaates Kalifornien und bezieht sich dabei – in einem völlig anderen Kontext – auf die Entdeckung von Gold bei Sutter’s Mill im Januar 1848, die den kalifornischen Goldrausch auslöste.